# Mauricio Isla
Mauricio Aníbal Isla Isla (Buin, 12 de junio de 1988) es un futbolista profesional chileno que se desempeña como lateral o carrilero por la banda derecha y que actualmente milita en Colo-Colo de la Primera División de Chile. También es internacional absoluto con la selección de fútbol de Chile desde 2007, con la que ha sido campeón de la Copa América en 2015 y 2016. Integra la Generación Dorada del fútbol chileno.
Se formó como futbolista en las divisiones inferiores de Universidad Católica, donde nunca llegó a debutar en primera división. Su primer partido profesional en clubes tuvo lugar a fines de 2007 con el Udinese italiano, equipo que lo contrató tras su participación en la Copa del Mundo Sub-20 celebrada en Canadá. Tras cinco años en el cuadro bianconeri, la Juventus concretó su fichaje pagando €18 millones por la mitad de su pase, en una operación en la que también entró su compañero Kwadwo Asamoah. Se mantuvo por dos temporadas en Turín, tiempo en el que participó en la obtención de dos Serie A y de tres Supercopa de Italia, pero tras no afianzarse en la titularidad partió cedido al Queens Park Rangers de la Premier League. Durante los siguientes tres años tuvo pasos por tres equipos diferentes: el mencionado club inglés, el Cagliari y el Olympique de Marsella, en los cuales no consiguió ningún título. A mediados de 2017 fue contratado por el Fenerbahçe, donde jugó noventa y un partidos y dio trece asistencias en las tres temporadas que estuvo en Turquía.
Durante su etapa juvenil logró el tercer lugar en el mundial sub-20 de Canadá. Con la selección chilena adulta debutó, en lo que además fue su primer partido profesional, el año 2007 en un amistoso contra Suiza que perdieron por 2-1. Desde entonces, Isla ha jugado en 136 ocasiones y anotado en otras cinco. Fue pieza fundamental en la obtención de la Copa América 2015 y Centenario, el subcampeonato en la Copa Confederaciones 2017 y en los octavos de final conseguidos por su selección en los mundiales de Sudáfrica 2010 y Brasil 2014.

## Carrera

### Inicios
Inició su carrera futbolística en las divisiones inferiores de la Universidad Católica. Llegó desde de la comuna de Buin hasta allí el año 1999 gracias a Alfonso Garcés, quien advirtió su capacidad para sacarse rivales mediante gambetas y «taquitos». Comenzó como delantero en el equipo, pero ante la posibilidad de quedar fuera por carencia de físico, se probó de central, debido a la falta de jugadores para la posición.
Luego de figurar durante la temporada 2006 en el plantel de primera división chilena sin lograr un espacio entre los titulares, José Guillermo del Solar decidió relegarlo a las divisiones inferiores porque el jugador dejó de ir a los entrenamientos tras saber que no tendría un puesto de titular inmediatamente. Tras el buen rendimiento de Isla en la Copa Mundial de Fútbol Sub-20 de 2007, el técnico explicó por qué no había debutado: «Él no vino a entrenar y estuvo desaparecido un mes. Yo las oportunidades se las doy a la gente que se las gana, no las ando regalando. Los jugadores que quieran una camiseta de titular tendrán que ganarla en los entrenamientos, esa es la única forma». Luego de que del Solar dejara la institución, Fernando Carvallo intentó que regresara al cuadro cruzado, pero éste rechazó la idea debido a su mala relación con algunos jugadores.

### Udinese Calcio

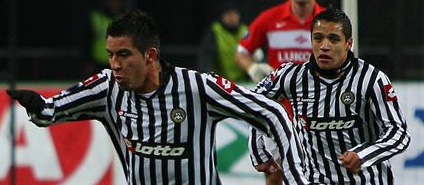
Mauricio Isla junto a su compatriota Alexis Sánchez jugando por el Udinese en un partido de la Copa de la UEFA 2008-09 contra el Spartak de Moscú.

Después de su participación en la Copa Mundial de Fútbol Sub-20 de 2007, la empresa Haz, dueña del 80 % de su pase, lo vendió por dos millones de dólares y por cinco temporadas al Udinese Calcio, donde comenzó usando la camiseta ochenta y ocho. Tras varios meses sin poder jugar, el 19 de diciembre de 2007 debutó en el club en el empate 0-0 contra el Palermo por la Copa Italia, en el que jugó los noventa minutos. Su club pasó a octavos de final del torneo luego de ganar el partido de vuelta 1-0 con gol de Antonio Floro Flores en los minutos finales de partido. En la instancia siguiente enfrentaron al Catania. Aunque en la ida ganó por 3-2, en el encuentro de vuelta cayó derrotado por 2-1, lo que no le permitió jugar las semifinales por la regla del gol de visitante, que en este caso benefició al Catania por los dos goles que anotó de visita. Por la liga, Isla jugó diez encuentros, en los que ayudó a su equipo a quedar séptimo en la tabla de posiciones. Esto le permitió jugar la Copa de la UEFA 2008-09.
En su segunda temporada en Italia consiguió un puesto de titular y jugó la mayoría de los partidos del club tanto en la Serie A como en la Copa de la UEFA y en la Copa Italia. En la liga doméstica jugó treinta y dos partidos y su equipo quedó en la séptima posición, lo que no les permitió volver a jugar competencias europeas. En la Copa de la UEFA de aquel año lograron llegar a los cuartos de final de la competición, luego de vencer en la primera ronda al Borussia Dortmund, quedar primeros en la fase de grupos, derrotar en los dieciseisavos de final al Lech Poznań polaco, y de eliminar en los octavos de final al Zenit ruso, al cual vencieron por un global de 2-1. En los cuartos de final, finalmente el Werder Bremen los eliminó, luego de perder en la ida 3-1 y empatar en el estadio Friuli 3-3, lo que dejó un global de 4-6 a favor de los alemanes. Durante la competencia, Isla estuvo en diez de los doce partidos que jugaron en el certamen continental, en los que entró en la mayoría como titular. En cambio, en la Copa Italia solo jugó un partido, el de la eliminación frente a la Sampdoria por los cuartos de final del torneo.
Para la temporada 2009-2010 del calcio italiano jugó treinta partidos y marcó su primer gol por el equipo «bianconeri» frente a la Sampdoria por la fecha veintiuno. Esa temporada el Udinese solo logró ubicarse en la decimoquinta posición, a treinta y ocho puntos del Inter de Milán. En la Copa Italia de ese año llegaron hasta a las semifinales, instancia en que la Roma ganó la eliminatoria tras vencer por 2-0 en el estadio Olímpico de Roma y perder por la cuenta mínima en Údine. Durante el torneo el jugador participó en tres partidos.

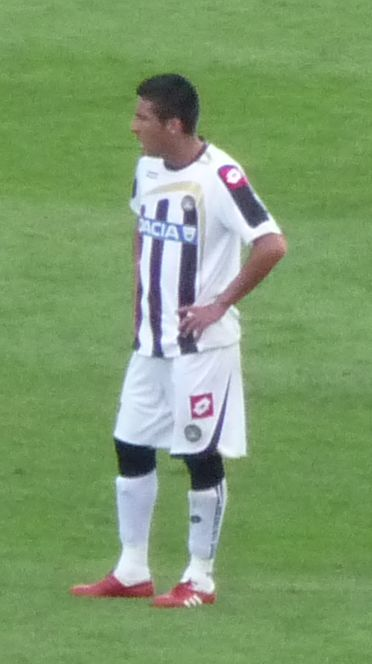
Mauricio Isla en un encuentro de su equipo contra el Calcio Catania.

En la temporada 2010-2011 el Udinese registró derrotas ante el Genoa, el Inter, la Juventus y el Bologna, además de un empate sin goles frente a la Sampdoria. En la sexta fecha logró su primera victoria en el campeonato con un gol en los minutos finales de Mehdi Benatia. Tres fechas más tarde, Isla marcó el 2-0 de su equipo en su visita al Bari. En la primera mitad de la temporada, el club acabó en la novena posición, pero en la segunda parte del campeonato logró reponerse y consiguió ubicarse en la cuarta posición, a dieciséis puntos del campeón, el A. C. Milan. Una fecha antes de que se acabara el calcio, Isla anotó en la victoria de visita frente al ChievoVerona, lo que los dejó en puesto de Champions League. Esto se confirmó en el encuentro siguiente, tras el empate 0-0 contra el cuadro rossonero, que les permitió clasificar a la ronda previa de la Liga de Campeones de la UEFA. En tanto, en la Copa Italia, el Udinese llegó a los octavos de final del torneo, donde tuvo que enfrentarse a la Sampdoria. Durante el tiempo reglamentario los equipos empataron 1-1 tras los goles de Federico Macheda y de Isla. Tras acabar la prórroga 2-2, en los penaltis el chileno falló su lanzamiento, lo que determinó la eliminación del Udinese.
La temporada 2011-2012 comenzó con una temprana eliminación en la Liga de Campeones de la UEFA, luego de que perdieran los dos partidos de play-offs contra el Arsenal inglés. En Copa Italia, el ChievoVerona eliminó al Udinese en octavos de final sin la presencia del jugador, que no disputó ningún encuentro del torneo. En la Serie A comenzaron de buena manera, ya que derrotaron por 2-0 al Lecce. En la fecha siguiente, Isla anotó su primer gol en la temporada, el 2-0 de su equipo contra la Fiorentina. Tras esta victoria su equipo mantuvo un rendimiento regular, que incluso le permitió ser líder en la octava y decimoprimera fecha del calcio. El 25 de noviembre de 2011, el futbolista anotó su segundo gol de la temporada frente al A. S. Roma, luego de un pase de Pablo Armero. A la semana siguiente, convirtió el único gol del partido frente al Inter de Milán, lo que dejó a su equipo momentáneamente como líder. Finalmente, el Udinese acabó la primera mitad del campeonato en la tercera posición, a tres puntos del primero, la Juventus de Turín. La segunda parte del torneo no comenzó bien para el equipo, ya que las derrotas contra la Juventus, la Fiorentina y el A. C. Milan le hicieron perder terreno en la zona alta. Además, en el encuentro contra el Milan, Isla sufrió una grave lesión luego de que Massimo Ambrosini cayera encima de la rodilla derecha, lo que lo dejó tres meses fuera de las canchas. Aunque en un principio se dijo que el jugador estaría recuperado en tres meses, tras operarse los ligamentos de la rodilla derecha, él mismo confirmó que en realidad su convalecencia duraría hasta septiembre de 2012. Sin Isla en lo que restó de la temporada, el Udinese consiguió ubicarse en la tercera posición con sesenta y cuatro puntos, a veinte puntos de la vecchia signora.

### Juventus de Turín
Terminada la temporada 2011-2012, varios clubes importantes del mundo se interesaron en sus servicios, como F. C. Barcelona, Real Madrid, Manchester United, Liverpool F. C., Inter de Milán y Juventus. Finalmente el club de Turín concretó su fichaje junto con el del ghanés Kwadwo Asamoah, por la cifra de dieciocho millones de euros por la mitad de los pases de ambos jugadores, el 15 de junio de 2012. Sobre su llegada al club comentó: «Tenemos uno de los mejores equipos, no solo de Italia sino de todo el mundo. Estamos a disposición de un entrenador que lo ha hecho muy bien la temporada pasada».
A pesar de no ser considerado en la pretemporada del club, Isla consiguió su primer título con la Juventus, ya que esta venció por 4-2 al Napoli en la definición de la Supercopa de Italia. Además, el 16 de agosto del mismo año, regresó a los entrenamientos luego de seis meses de reposo. El 19 de septiembre, el jugador debutó en su nuevo equipo tras reemplazar en el minuto setenta y siete a Stephan Lichtsteiner en el encuentro contra el Chelsea por la Liga de Campeones de la UEFA.
Con el pasar de los meses, el jugador terminó por no acomodarse al sistema del técnico Antonio Conte y, sumado a una leve baja en su rendimiento, durante gran parte de la temporada se mantuvo o en el banco de suplentes o entrando en los últimos minutos. A pesar de esto, el 5 de mayo de 2013 logró el segundo título de su carrera, la Serie A 2012-13, tras la victoria 1-0 de la Juventus frente al Palermo.

### Queens Park Rangers

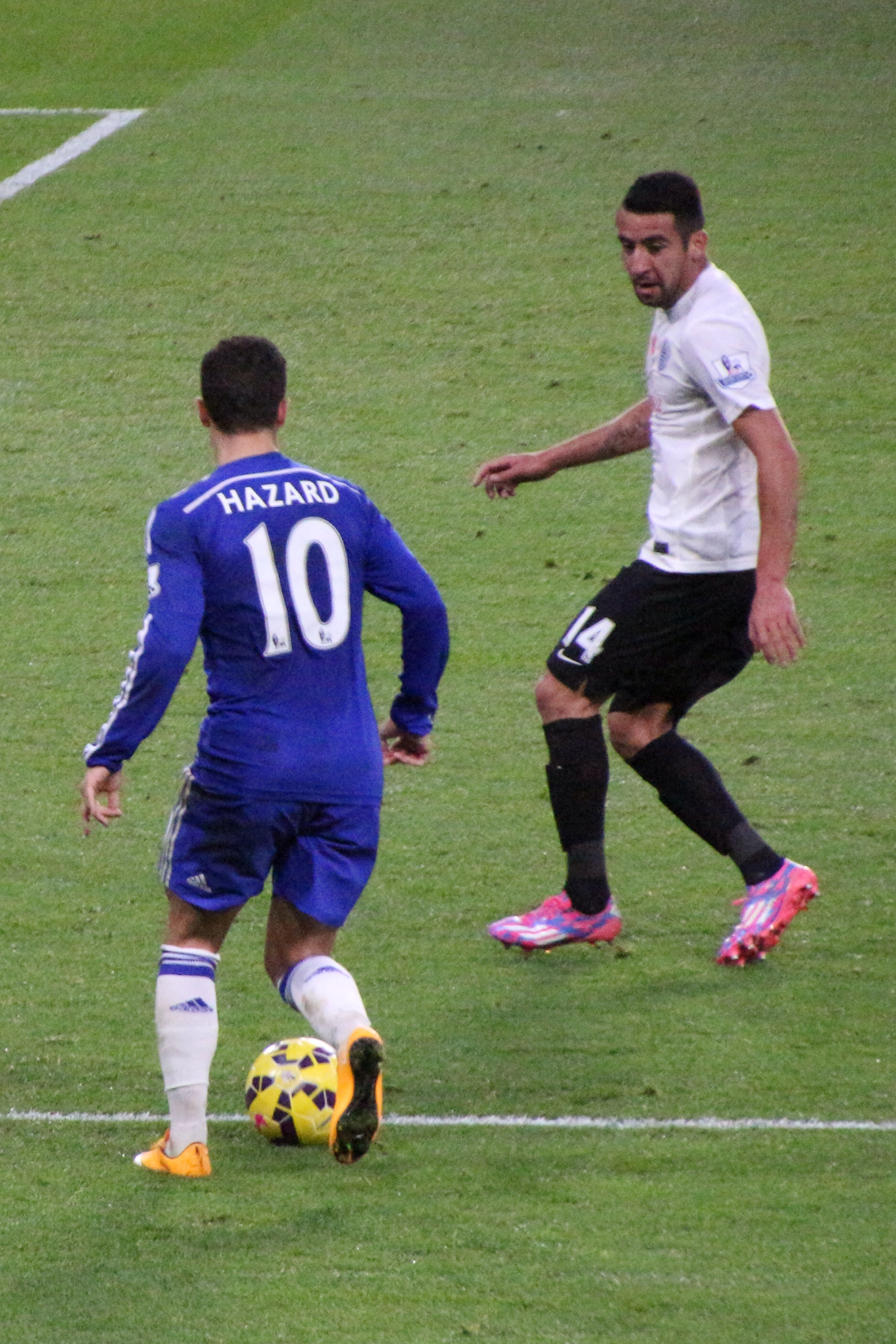
Isla marcando a Eden Hazard en un partido entre el Queens Park Rangers y el Chelsea disputado el 1 de noviembre de 2014.

Tras dos temporadas en Turín, Isla no había conseguido un puesto de titular dentro del esquema de Conte. El 15 de julio de 2014, el técnico anunció su renuncia tras tener discrepancias con la dirigencia en las contrataciones para la temporada 2014-15,  lo que posibilitó la llegada de Massimiliano Allegri. Su nuevo entrenador tampoco lo tenía considerado dentro de sus planes. De hecho, con la contratación del futbolista brasileño Rômulo como reemplazante en su posición, las opciones de Isla para jugar eran muy bajas, por lo que buscó fichar a préstamo. El Queens Park Rangers, recién ascendido a la Premier League, se mostró interesado y pagó una cesión de un año con opción de compra. Su debut con el equipo londinense se tardó más de lo esperado debido a que Juventus no envió la documentación del jugador a tiempo, lo que le impidió participar del primer partido de liga contra Hull City. Su primer partido se produjo el 24 de agosto del mismo año, en la derrota por 4-0 contra Tottenham, en el que entró de titular y participó de todo el cotejo.
El Queens Park Rangers buscó tener un equipo que le permitiera mantener la categoría y superar el fracaso de la temporada 2012-13, en que terminaron en último lugar de la Premier League con solo veinticinco puntos. A pesar de esto, volvieron a tener una mala campaña y repitieron la última posición tras sumar treinta puntos en treinta y ocho encuentros disputados. El descenso a la segunda división del fútbol inglés se consumó dos jornadas antes del final con una aplastante derrota por 6-0 contra el Manchester City, en la cual no estuvo presente Isla.
El 15 de mayo de 2015, el club confirmó que no compraría el pase del jugador ni renovaría el préstamo, principalmente por los malos resultados colectivos y la imposibilidad de pagar los €10 millones que costaba su carta. Durante la temporada que estuvo en Londres disputó un total de veintisiete encuentros y no anotó goles.

### Olympique de Marsella
Sin tener opciones de jugar en su regreso a Juventus, Isla recaló cedido en el Olympique de Marsella, equipo que tras terminar en la cuarta posición durante la temporada 2014-15 iba a disputar la Europa League 2015-16. El debut del lateral chileno en el cuadro francés llegó el 17 de septiembre de 2015, en la victoria por 3-0 contra el Groningen, por la primera fecha del grupo F de la Europa League. Mientras tanto, el jugador anotó su primer gol con el club en la vigésimo sexta fecha de la Ligue 1, en el empate 1-1 contra el O. G. C. Niza.
La temporada para el cuadro marsellés no fue particularmente fructífera, ya que no consiguieron ningún título. En la Ligue 1 terminaron en la parte media baja de la tabla, en el decimotercer lugar con cuarenta y ocho puntos, lo que les impidió cualquier opción de participar en competiciones europeas el próximo año. Mientras tanto, en la Europa League los eliminó en los dieciseisavos de final el Athletic Club tras ganar la serie con un global de 2-1. Finalmente, su mejor resultado estuvo en la Copa de Francia, en la que lograron el subcampeonato tras perder la final por 4-2 frente al Paris Saint-Germain.
A mediados de marzo de 2016, su representante en ese momento, Fernando Felicevich, confirmó que el jugador no sería comprado por el Marsella, ya que el club no estaba en condición de pagar su cláusula. Finalizada la temporada, Isla jugó un total de treinta y ocho encuentros y anotó dos goles por el equipo francés.

### Cagliari Calcio
Con todavía un año más de contrato en Turín, el equipo italiano buscó la opción de vender el pase del jugador, que regresaba como campeón de la Copa Centenario con Chile. Durante la pretemporada 2016-17 los principales equipos interesados en contar con Isla fueron el Sevilla y el Cagliari.  Finalmente, el club de la región de Cerdeña se hizo con sus servicios por tres años tras pagar cerca de €4 millones a Juventus. Su primer partido oficial en su regreso a Italia fue el 15 de agosto de 2016 en la victoria por 5-1 contra el SPAL en Copa Italia.
Durante esa temporada con Cagliari, Isla jugó la gran mayoría de los partidos como titular, disputó un total de treinta y cinco partidos encuentros y anotó su único tanto en la fecha veinticinco de la Serie A en el empate 1-1 contra la Sampdoria. Este fue su décimo gol en Europa desde su debut en 2007 con Udinese. Con la ayuda del jugador, el club consiguió posicionarse en la parte media de la tabla, en la undécima posición con cuarenta y siete puntos, lo que es visto como un éxito luego de haber logrado el ascenso a la máxima categoría la temporada pasada.

### Fenerbahçe

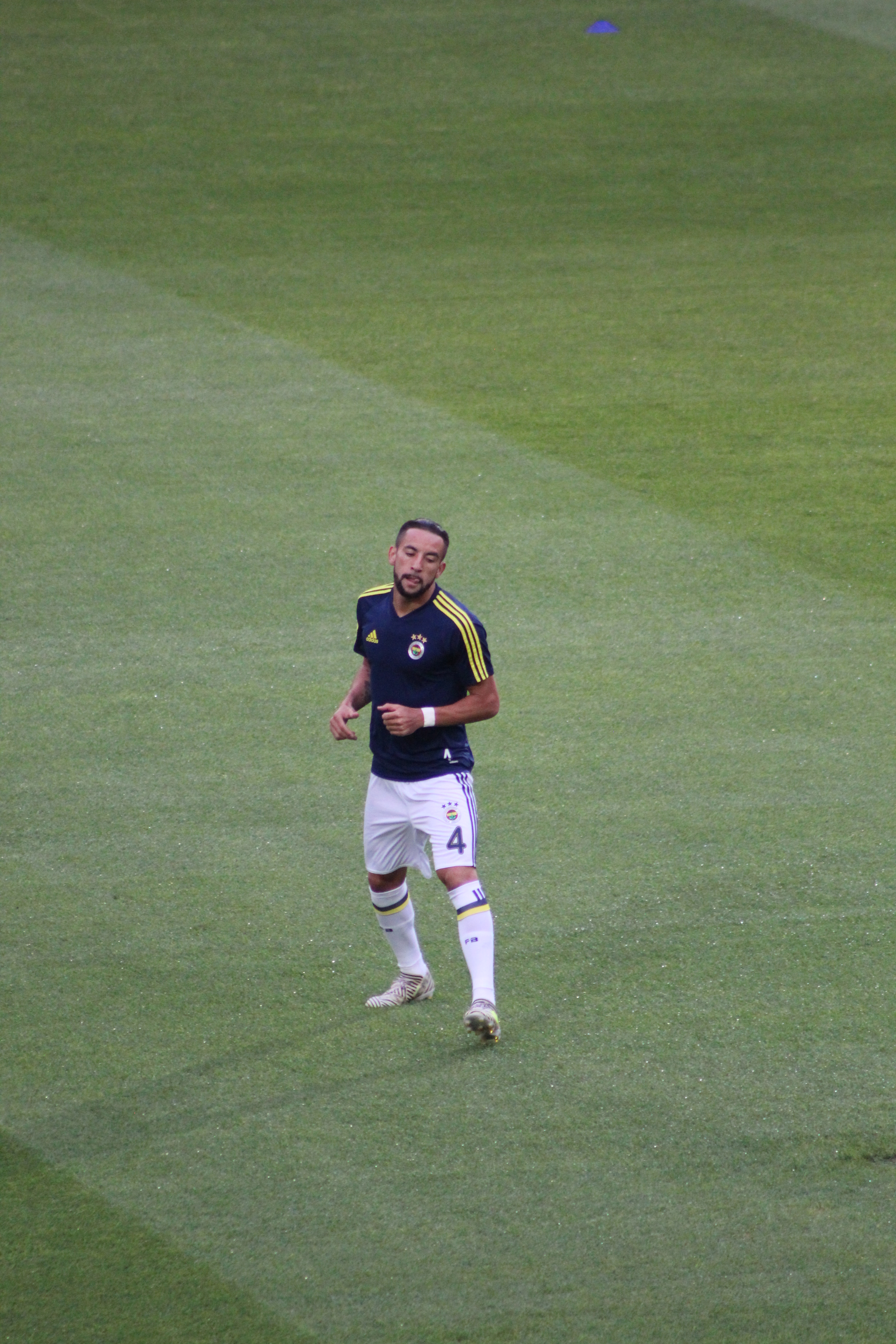
Isla jugó durante tres temporadas en el Fenerbahçe. Su mejor resultado lo obtuvo durante la temporada 2017-18 tras ser subcampeón de la Superliga de Turquía.

Luego de conseguir el subcampeonato con la selección chilena en la Copa Confederaciones 2017, Isla discutió su situación contractual con el cuadro italiano. Debido a los US$ 2 millones que recibía anualmente, uno de los más altos del equipo, y la reestructuración financiera que desarrollaba el club, le solicitaron que aceptara una rebaja en su salario. Tras rechazar la oferta, el jugador se aproximó cada vez más al Fenerbahçe, con el que finalmente firmó un contrato de tres años el 17 de julio de 2017. El debut del jugador llegó diez días después tras ingresar los últimos quince minutos en el triunfo por 2-1 contra el Sturm Graz, por la tercera ronda clasificatoria de la Europa League. En el torneo el Fenerbahçe duró poco, pues fueron eliminados en la ronda siguiente tras perder en playoffs contra el F. K. Vardar macedonio por un global de 4-1.
El primer partido de Isla en la liga local llegó el 12 de agosto de 2017 en el empate 2-2 contra Göztepe, encuentro en que estuvo los noventa minutos. Durante la temporada su equipo peleó en la zona alta del torneo y llegó a la última fecha con opciones de título, pero finalmente solo obtuvieron el subcampeonato tras una victoria por 1-0 del Galatasaray sobre el Göztepe. Mientras tanto, en la Copa de Turquía lograron llegar a la final del torneo, pero también quedaron subcampeones tras perder el partido definitorio contra el Akhisar por 3-2.
Durante su segunda temporada en Turquía el jugador se mantuvo en la titularidad, aunque los resultados colectivos fueron inferiores. En la liga local el Fenerbahçe estuvo complicado durante gran parte de la temporada e incluso llegó a estar cerca de puestos de descenso. Pero, finalmente en las últimas fechas repuntaron en rendimiento y escalaron hasta el sexto lugar, lo que los mantuvo en la primera división, pero no les permitió clasificar a ninguna competición continental. Mientras tanto, en la Europa League solo consiguieron llegar a los dieciseisavos de final, donde fueron derrotados por el Zenit ruso por un marcador global de 3-2. En total, durante la temporada 2018-19 Isla disputó treinta y siete encuentros, no convirtió goles y repartió seis asistencias de gol.
La siguiente temporada el club continuó en la medianía de la tabla de la Superliga e Isla como titular, incluso después de su recuperación de una lesión muscular que lo tuvo poco más de un mes fuera de las canchas. Tras posponerse el 19 de marzo de 2020 la realización del torneo en respuesta a la pandemia de coronavirus en el país, comenzó a barajarse la posible salida del jugador debido a que su contrato finalizaba a mediados de año. Finalmente, el 10 de junio se desvinculó de la institución, con lo que acabó su período en Turquía tras tres temporadas, noventa y un partidos y trece asistencias.

### Flamengo
El 19 de agosto de 2020 firmó con Flamengo hasta diciembre de 2022. Llegó al equipo en reemplazo de Rafinha, que había sido traspasado al Olympiakos, y se le entregó el dorsal 44. Debutó once días después en la victoria por 1-0 contra el Santos por la 10.ª fecha del Brasileirão. Ingresó durante el segundo tiempo y en los veinticinco minutos que estuvo asistió a Gabriel Barbosa, que no pudo anotar en aquella acción, y recibió una tarjeta amarilla por una falta a Yeferson Soteldo. El 21 de septiembre, tras realizarse test el día anterior al enfrentamiento contra Barcelona de Guayaquil por la Copa Libertadores, el club anunció que Isla y otros seis jugadores se habían contagiado de coronavirus, aunque todos los casos eran asintomáticos. Tras superar la enfermedad, volvió a las canchas el 30 del mismo mes en la victoria por 4-0 contra Independiente del Valle luego de reemplazar a Lincoln al minuto 71. Tres meses después, anotó su primer gol el 21 de diciembre de 2020 en el triunfo por 4-3 frente al Bahia por la vigésimo quinta fecha del Brasileirão. En su primera temporada consiguió el título de liga, del que participó en 29 partidos, asistió en cinco ocasiones y anotó en otras dos, lo que le valió ser reconocido como el mejor lateral derecho del torneo por ESPN Brasil. En Copa Libertadores no lograron repetir el título del año anterior y fueron eliminados por Racing en octavos de final.
Mientras todavía no finalizaba el Brasileirão de 2020 comenzó la disputa del Campeonato Carioca 2021, del que Flamengo salió campeón tras vencer a Fluminense en la final. Un mes antes, venció en los penales a Palmeiras y consiguió la Supercopa de Brasil. En ambos encuentros Isla entró de titular y fue reemplazado durante el desarrollo del encuentro.

### Universidad Católica
El 21 de junio de 2022, Universidad Católica anunció un principio de acuerdo con Isla, tras no ser considerado en Flamengo, con un contrato hasta diciembre de 2024. Isla volvería a la institución que lo formó futbolísticamente durante 8 años, pero con la que no alcanzaría a debutar oficialmente. Debutó, en calidad de titular, tan sólo cuatro días después de su anuncio, en la victoria por 3-0 contra Unión San Felipe por Copa Chile. Jugó los noventa minutos de partido, asistiendo a Marcelino Núñez al minuto once, y a Diego Valencia al minuto setenta y ocho. Isla fue escogido por el público espectador como el jugador Experto Easy. Con un resultado global de 6-1, Universidad Católica se quedó con la llave ante Unión San Felipe, para hacerse paso a los octavos de final de Copa Chile. 
El 17 de mayo de 2023, tan sólo 330 días luego de ser anunciado, y luego de numerosas críticas por parte de los seguidores del club, además de una serie de polémicas que atarían al jugador con actos de “poco compromiso” con la institución, Universidad Católica anunciaría que se llega a un acuerdo con Isla para poner fin al vínculo contractual, cuya duración se extendía hasta diciembre de 2024.

### Independiente
El 11 de agosto de 2023 se hizo oficial su traspaso a Independiente hasta diciembre de 2024 (con cláusula de salida en diciembre de 2023).

## Selección nacional

### Categorías menores

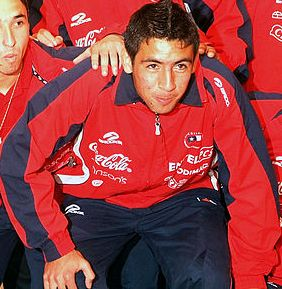
Mauricio Isla durante una reunión entre la selección chilena sub-20 y la presidenta de la República de Chile, Michelle Bachelet, luego del tercer lugar del equipo en el mundial de Canadá.

#### Sub-16
Fue convocado por Jorge Aravena para disputar el Sudamericano Sub-16 de 2004 en Paraguay en el cual jugó los cuatro partidos de su selección, todos ellos como titular. Comenzaron con una derrota 1:3 frente a Bolivia en el inicio del Grupo A, lograron reivindarse al vencer al anfitrión Paraguay por 2:0 con goles de Patricio Salas y Rodrigo Tapia, y finalizaron la fase de grupos con un empate 0:0 frente a Perú, estos resultados los hicieron clasificarse a cuartos de final con 4 unidades, segundos detrás de los paraguayos. En cuartos de final cayeron frente a Colombia por 2:0.

#### Sub-17
Al año siguiente, volvió a ser convocado por Jorge Aravena ahora para disputar el Sudamericano Sub-17 de 2005 realizado en Venezuela donde Isla nuevamente jugó los cuatro partidos de su selección y todos como titular jugando todos los minutos (360'), comenzaron bien con una victoria por la cuenta mínima contra Colombia y con otra por 3-0 frente a Perú. Después, cayeron por un marcador de 3-2 ante Argentina, en aquel partido, Isla anotó a los 3 minutos un autogol que le permitió a Argentina comenzar con una victoria el cotejo. Finalmente, Chile perdió por goleada contra Uruguay por un claro 4-0, lo que acabó con la participación de Chile en el Sudamericano al acabar terceros en el Grupo con 6 puntos, uno menos que el segundo Colombia, y también con la posibilidad de ir al Mundial Sub-17 de Perú.

#### Sub-20
El 27 de diciembre de 2006, el técnico del seleccionado chileno sub-20, José Sulantay, confirmó la lista con los 20 jugadores que disputarían el Sudamericano Sub-20 de 2007 en Paraguay en el cual Isla aparecía en la convocatoria. Comenzaron con el partido más difícil con el que se podría debutar, contra Brasil y en cual cayeron por 4-2 en un reñido partido en el cual Isla abrió la cuenta al minuto 18. En el segundo partido del Grupo volvieron a caer por la cuenta mínima contra Paraguay, lograron reivindicarse en el tercer duelo contra Bolivia al golearlos por 4:0 y con Isla como protagonista, ya que al minuto 15 lanzó al área paraguaya un tiro libre desde 35 metros que conectó de cabeza Nicolás Larrondo para anotar el primer gol chileno, aunque no todo sería alegría, ya que Isla saldría al minuto 75 por Christian Sepúlveda debido a molestias físicas, debido a estas molestias no pudo jugar el último duelo contra Perú, el cual ganaron 4:2 y culminaron en el tercer lugar del Grupo A con 6 unidades, agarrando el último cupo para clasificarse al hexagonal final y luchar por un cupo al Mundial de Canadá y los Juegos Olímpicos de Pekín 2008.
Comenzaron de gran forma el hexagonal final al golear 5-0 a Colombia en un partido en el que Isla se lesionó y debió salir al minuto 48 de juego por Christian Sepúlveda, debido a esta lesión no pudo jugar el duelo por la segunda fecha ante Brasil, el cual fue un empate 2-2. Ya totalmente recuperado de su lesión, volvió para las igualdades 0-0 contra Argentina y 1-1 contra Uruguay, en ambos partidos jugó los 90 minutos. Finalmente, Chile logró clasificar cuarto luego de perder por 3-2 contra Paraguay en la última fecha del hexagonal final. Debido a esto, no pudo obtener el segundo cupo que permitía la clasificación a los Juegos Olímpicos, aunque logró acceder al mundial de la categoría por diferencia de gol.
Mauricio Isla jugó 7 de los 9 partidos de Chile en el Sudamericano Sub-20 Paraguay 2007, todos ellos como titular (5 jugando los 90 minutos), aportando 1 gol y 1 asistencia en los 573 minutos que jugó.
Tras su gran Sudamericano, Sulantay lo nominó para el Mundial Sub-20 de Canadá. Fue titular todo el encuentro en el primer partido en que Chile venció por 3-0 a Canadá, también participó en la victoria 3-0 contra Congo en la que asistió en el primer gol a Alexis Sánchez al minuto 49, y terminaron la fase de grupos con un empate 0-0 contra Austria. Con estos resultados, Chile clasificó primero en su grupo con 7 unidades y 6 goles a favor y 0 en contra. En octavos de final, Isla jugó como el capitán del equipo tras la lesión de Carlos Carmona, entregó la asistencia con que Arturo Vidal convirtió el único tanto del encuentro frente a Portugal. En la ronda siguiente, Chile se enfrentó a la selección nigeriana, a la que no pudo vencer durante los 90 minutos, por lo que se jugó la prórroga, en esta instancia la rojita consiguió abrir el marcador a los noventa y seis minutos con gol de Jaime Grondona. Luego, Isla convirtió el segundo tanto, mediante lanzamiento penal a los 113 minutos y el tercero a los 118, con una jugada en la cual, después de un rechazo defensivo, realizó una carrera con balón controlado desde la mitad de la cancha hasta definir con un remate sobre el portero desde la entrada del área grande, cabe recalcar que en ambos goles Isla corrió hacía la cámara de transmisión de televisión chilena (que estaba marcada con una bandera chilena) y dedicó sus goles a su abuela y tía, que estaba embarazada. Finalmente, Matías Vidangossy marcó el 4-0 definitivo a los 121 minutos de partido. En este partido Isla fue la figura del partido, ya que además de los 2 goles, jugó defensa, volante y delantero debido a una serie de lesiones de otros compañeros de su equipo. Tras este encuentro, sufrió una contractura en el cuádriceps de la pierna izquierda durante una práctica del equipo, por lo que empezó desde el banco de suplentes en el duelo contra Argentina, en un duelo que acabó 3-0 a favor de los trasandinos y con algo de polémica en el arbitraje de Wolfgang Stark, en un partido que Chile terminó con 9 jugadores, Isla por su parte ingresó al minuto 59 por Gerardo Cortés y no fue gravitante en el resultado. En la definición por el tercer lugar, la selección sudamericana ganó por 1-0 a Austria con gol de Hans Martínez a los cuarenta y cinco minutos del primer tiempo. En aquel partido, Isla jugó hasta el minuto 73, ya que sufrió una contusión luego de una falta de Michael Madl. Debido a esto, fue reemplazado por Isaías Peralta.
Isla jugó los siete encuentros de Chile en la Copa Mundial de Fútbol Sub-20 de 2007 marcando 2 goles y dando otras 2 asistencias en los 584 minutos que estuvo en el campo. Tras su gran mundial juvenil, su desempeñó lo llevó a ser transferido al Udinese de la Serie A, llendose al fútbol italiano incluso antes de su debut profesional en la liga chilena.

#### Participaciones en Sudamericanos
| Torneo                      | Sede      | Resultado        | Partidos | Goles | Asis. |
| --------------------------- | --------- | ---------------- | -------- | ----- | ----- |
| Sudamericano Sub-16 de 2004 | Paraguay  | Cuartos de final | 4        | 0     | 0     |
| Sudamericano Sub-17 de 2005 | Venezuela | Primera fase     | 4        | 0     | 0     |
| Sudamericano Sub-20 de 2007 | Paraguay  | Cuarto lugar     | 7        | 1     | 1     |
| Total                       | Total     | Total            | 15       | 1     | 1     |

#### Detalles de partidos
| \| N.º \| Fecha \| Estadio \| Local \| Resultado \| Visitante \| Goles \| Asistencias \| Cambio \| DT \| Competición \| \| ----- \| ---------- \| --------------------------------------------------------- \| --------- \| ----------- \| --------- \| ----------- \| ---------------------- \| --------------------------- \| ------------- \| --------------------------- \| \| 1 \| 11-09-2004 \| Estadio Antonio Oddone Sarubbi, Ciudad del Este, Paraguay \| Bolivia \| 3-1 \| Chile \| \| \| \| Jorge Aravena \| Sudamericano Sub-16 de 2004 \| \| 2 \| 14-09-2004 \| Estadio Antonio Oddone Sarubbi, Ciudad del Este, Paraguay \| Paraguay \| 0-2 \| Chile \| \| \| \| Jorge Aravena \| Sudamericano Sub-16 de 2004 \| \| 3 \| 17-09-2004 \| Estadio Antonio Oddone Sarubbi, Ciudad del Este, Paraguay \| Perú \| 0-0 \| Chile \| \| \| \| Jorge Aravena \| Sudamericano Sub-16 de 2004 \| \| 4 \| 22-09-2004 \| Feliciano Cáceres, Luque, Paraguay \| Colombia \| 2-0 \| Chile \| \| \| \| Jorge Aravena \| Sudamericano Sub-16 de 2004 \| \| 5 \| 02-04-2005 \| Estadio José Romero, Maracaibo, Venezuela \| Chile \| 1-0 \| Colombia \| \| \| \| Jorge Aravena \| Sudamericano Sub-17 de 2005 \| \| 6 \| 04-04-2005 \| Estadio José Romero, Maracaibo, Venezuela \| Chile \| 3-0 \| Perú \| \| \| \| Jorge Aravena \| Sudamericano Sub-17 de 2005 \| \| 7 \| 06-04-2005 \| Estadio José Romero, Maracaibo, Venezuela \| Argentina \| 3-2 \| Chile \| \| \| \| Jorge Aravena \| Sudamericano Sub-17 de 2005 \| \| 8 \| 10-04-2005 \| Estadio José Romero, Maracaibo, Venezuela \| Uruguay \| 4-0 \| Chile \| \| \| \| Jorge Aravena \| Sudamericano Sub-17 de 2005 \| \| 9 \| 07-01-2007 \| Estadio Río Parapití, Pedro Juan Caballero, Paraguay \| Brasil \| 4-2 \| Chile \| 18' \| \| \| José Sulantay \| Sudamericano Sub-20 de 2007 \| \| 10 \| 09-01-2007 \| Estadio Río Parapití, Pedro Juan Caballero, Paraguay \| Paraguay \| 1-0 \| Chile \| \| \| \| José Sulantay \| Sudamericano Sub-20 de 2007 \| \| 11 \| 11-01-2007 \| Estadio Río Parapití, Pedro Juan Caballero, Paraguay \| Bolivia \| 0-4 \| Chile \| \| 15' a Nicolás Larrondo \| 75' por Christian Sepúlveda \| José Sulantay \| Sudamericano Sub-20 de 2007 \| \| 12 \| 19-01-2007 \| Estadio Defensores del Chaco, Asunción, Paraguay \| Colombia \| 0-5 \| Chile \| \| \| 48' por Christian Sepúlveda \| José Sulantay \| Sudamericano Sub-20 de 2007 \| \| 13 \| 23-01-2007 \| Estadio Defensores del Chaco, Asunción, Paraguay \| Argentina \| 0-0 \| Chile \| \| \| \| José Sulantay \| Sudamericano Sub-20 de 2007 \| \| 14 \| 25-01-2007 \| Estadio Defensores del Chaco, Asunción, Paraguay \| Chile \| 1-1 \| Uruguay \| \| \| \| José Sulantay \| Sudamericano Sub-20 de 2007 \| \| 15 \| 28-01-2007 \| Estadio Defensores del Chaco, Asunción, Paraguay \| Chile \| 2-3 \| Paraguay \| \| \| \| José Sulantay \| Sudamericano Sub-20 de 2007 \| \| 16 \| 01-07-2007 \| Estadio Nacional, Toronto, Canadá \| Canadá \| 0-3 \| Chile \| \| \| \| José Sulantay \| Copa Mundial Sub-20 de 2007 \| \| 17 \| 05-07-2007 \| Estadio de la Mancomunidad, Edmonton Canadá \| Chile \| 3-0 \| Congo \| \| 49' a Alexis Sánchez \| \| José Sulantay \| Copa Mundial Sub-20 de 2007 \| \| 18 \| 08-07-2007 \| Estadio Nacional, Toronto, Canadá \| Chile \| 0-0 \| Austria \| \| \| \| José Sulantay \| Copa Mundial Sub-20 de 2007 \| \| 19 \| 12-07-2007 \| Estadio Olímpico, Montreal, Canadá \| Chile \| 1-0 \| Portugal \| \| 45' a Arturo Vidal \| \| José Sulantay \| Copa Mundial Sub-20 de 2007 \| \| 20 \| 15-07-2007 \| Estadio Olímpico, Montreal, Canadá \| Chile \| 4-0 (t. s.) \| Nigeria \| 114' · 117' \| \| \| José Sulantay \| Copa Mundial Sub-20 de 2007 \| \| 21 \| 19-07-2007 \| Estadio Nacional, Toronto, Canadá \| Chile \| 0-3 \| Argentina \| \| \| 59' por Gerardo Cortés \| José Sulantay \| Copa Mundial Sub-20 de 2007 \| \| 22 \| 22-07-2007 \| Estadio Nacional, Toronto, Canadá \| Austria \| 0-1 \| Chile \| \| \| 73' por Isaías Peralta \| José Sulantay \| Copa Mundial Sub-20 de 2007 \| \| Total \| \| Presencias \| 22 \| \| Goles \| 3 \| 3 \| \| \| \| |            |                                                           |           |             |           |             |                        |                             |               |                             |
| N.º | Fecha      | Estadio                                                   | Local     | Resultado   | Visitante | Goles       | Asistencias            | Cambio                      | DT            | Competición                 |
| 1 | 11-09-2004 | Estadio Antonio Oddone Sarubbi, Ciudad del Este, Paraguay | Bolivia   | 3-1         | Chile     |             |                        |                             | Jorge Aravena | Sudamericano Sub-16 de 2004 |
| 2 | 14-09-2004 | Estadio Antonio Oddone Sarubbi, Ciudad del Este, Paraguay | Paraguay  | 0-2         | Chile     |             |                        |                             | Jorge Aravena | Sudamericano Sub-16 de 2004 |
| 3 | 17-09-2004 | Estadio Antonio Oddone Sarubbi, Ciudad del Este, Paraguay | Perú      | 0-0         | Chile     |             |                        |                             | Jorge Aravena | Sudamericano Sub-16 de 2004 |
| 4 | 22-09-2004 | Feliciano Cáceres, Luque, Paraguay                        | Colombia  | 2-0         | Chile     |             |                        |                             | Jorge Aravena | Sudamericano Sub-16 de 2004 |
| 5 | 02-04-2005 | Estadio José Romero, Maracaibo, Venezuela                 | Chile     | 1-0         | Colombia  |             |                        |                             | Jorge Aravena | Sudamericano Sub-17 de 2005 |
| 6 | 04-04-2005 | Estadio José Romero, Maracaibo, Venezuela                 | Chile     | 3-0         | Perú      |             |                        |                             | Jorge Aravena | Sudamericano Sub-17 de 2005 |
| 7 | 06-04-2005 | Estadio José Romero, Maracaibo, Venezuela                 | Argentina | 3-2         | Chile     |             |                        |                             | Jorge Aravena | Sudamericano Sub-17 de 2005 |
| 8 | 10-04-2005 | Estadio José Romero, Maracaibo, Venezuela                 | Uruguay   | 4-0         | Chile     |             |                        |                             | Jorge Aravena | Sudamericano Sub-17 de 2005 |
| 9 | 07-01-2007 | Estadio Río Parapití, Pedro Juan Caballero, Paraguay      | Brasil    | 4-2         | Chile     | 18'         |                        |                             | José Sulantay | Sudamericano Sub-20 de 2007 |
| 10 | 09-01-2007 | Estadio Río Parapití, Pedro Juan Caballero, Paraguay      | Paraguay  | 1-0         | Chile     |             |                        |                             | José Sulantay | Sudamericano Sub-20 de 2007 |
| 11 | 11-01-2007 | Estadio Río Parapití, Pedro Juan Caballero, Paraguay      | Bolivia   | 0-4         | Chile     |             | 15' a Nicolás Larrondo | 75' por Christian Sepúlveda | José Sulantay | Sudamericano Sub-20 de 2007 |
| 12 | 19-01-2007 | Estadio Defensores del Chaco, Asunción, Paraguay          | Colombia  | 0-5         | Chile     |             |                        | 48' por Christian Sepúlveda | José Sulantay | Sudamericano Sub-20 de 2007 |
| 13 | 23-01-2007 | Estadio Defensores del Chaco, Asunción, Paraguay          | Argentina | 0-0         | Chile     |             |                        |                             | José Sulantay | Sudamericano Sub-20 de 2007 |
| 14 | 25-01-2007 | Estadio Defensores del Chaco, Asunción, Paraguay          | Chile     | 1-1         | Uruguay   |             |                        |                             | José Sulantay | Sudamericano Sub-20 de 2007 |
| 15 | 28-01-2007 | Estadio Defensores del Chaco, Asunción, Paraguay          | Chile     | 2-3         | Paraguay  |             |                        |                             | José Sulantay | Sudamericano Sub-20 de 2007 |
| 16 | 01-07-2007 | Estadio Nacional, Toronto, Canadá                         | Canadá    | 0-3         | Chile     |             |                        |                             | José Sulantay | Copa Mundial Sub-20 de 2007 |
| 17 | 05-07-2007 | Estadio de la Mancomunidad, Edmonton Canadá               | Chile     | 3-0         | Congo     |             | 49' a Alexis Sánchez   |                             | José Sulantay | Copa Mundial Sub-20 de 2007 |
| 18 | 08-07-2007 | Estadio Nacional, Toronto, Canadá                         | Chile     | 0-0         | Austria   |             |                        |                             | José Sulantay | Copa Mundial Sub-20 de 2007 |
| 19 | 12-07-2007 | Estadio Olímpico, Montreal, Canadá                        | Chile     | 1-0         | Portugal  |             | 45' a Arturo Vidal     |                             | José Sulantay | Copa Mundial Sub-20 de 2007 |
| 20 | 15-07-2007 | Estadio Olímpico, Montreal, Canadá                        | Chile     | 4-0 (t. s.) | Nigeria   | 114' · 117' |                        |                             | José Sulantay | Copa Mundial Sub-20 de 2007 |
| 21 | 19-07-2007 | Estadio Nacional, Toronto, Canadá                         | Chile     | 0-3         | Argentina |             |                        | 59' por Gerardo Cortés      | José Sulantay | Copa Mundial Sub-20 de 2007 |
| 22 | 22-07-2007 | Estadio Nacional, Toronto, Canadá                         | Austria   | 0-1         | Chile     |             |                        | 73' por Isaías Peralta      | José Sulantay | Copa Mundial Sub-20 de 2007 |
| Total |            | Presencias                                                | 22        |             | Goles     | 3           | 3                      |                             |               |                             |

### Selección adulta

#### Primeros partidos, mundial de 2010 y Copa América 2011

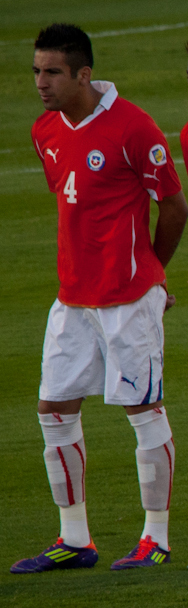
Mauricio Isla en un partido de la selección chilena.

El 7 de septiembre de 2007 jugó su primer partido con la selección chilena adulta, en un amistoso ante Suiza (1-2), que fue además su debut como profesional. Tras disputar algunos encuentros amistosos, decidió dejar un tiempo la selección para poder consolidarse como titular en el Udinese. Posteriormente, volvió a jugar para el amistoso contra España disputado en Villarreal, en el que Chile perdió por 3-0.
Participó por primera vez de un partido válido por las clasificatorias sudamericanas al mundial de 2010 frente al combinado del Perú, al que ganaron por 3-1 en el Estadio Monumental de Lima. En la siguiente fecha, ante la selección de Uruguay, salió expulsado por doble amarilla. Luego, jugó frente a Bolivia, Venezuela y Brasil, con lo que completó cinco enfrentamientos y ningún gol durante todo el torneo. El futbolista no participó en las dos últimas fechas debido a una lesión que sufrió jugando en la Serie A contra el A. C. Milan. En uno de esos encuentros en que no participó, Chile logró la clasificación al mundial tras vencer a Colombia por 2-4.
El 11 de mayo de 2010, el entrenador de Chile, Marcelo Bielsa, entregó la pre-nómina con los treinta posibles jugadores que disputarían el torneo, en la cual estuvo Isla. Debido a que otros futbolistas habían sufrido lesiones, Isla estaba preocupado de que le ocurriera lo mismo y no pudiera asistir al mundial. Luego, el 1 de junio, se confirmó la presencia del futbolista en la competencia.
Debutó en un mundial adulto en el primer cotejo de la fase de grupos contra Honduras. En éste, Isla dio el pase-gol con que Jean Beausejour anotó a los treinta y cuatro minutos del primer tiempo el gol con que Chile venció 1-0. Además, colaboró en varias jugadas de riesgo por el sector derecho, como un cabezazo tras un centro de Beusejour en el minuto setenta y tres. También participó en la victoria 1-0 sobre Suiza y en la caída 2-1 contra España. Finalmente, jugó en la derrota por 3-0 contra Brasil en octavos de final, resultado que los eliminó del torneo. En este partido estuvo en cancha hasta el minuto sesenta y dos, ya que el entrenador lo reemplazó por Rodrigo Millar. Jugó un total de 332 minutos en el campeonato, repartidos en los cuatro cotejos que jugó Chile. Posteriormente, convirtió su primer gol por la selección chilena adulta en un partido contra Ucrania jugado en Kiev, que acabó 2-1 a favor de los zbirna.
Al año siguiente, Claudio Borghi, lo incluyó dentro de la lista de veintitrés jugadores chilenos que disputaron la Copa América 2011. En el primer partido, contra México, entregó varias asistencias a Sánchez y a Suazo, pero tras el gol de Néstor Araujo antes del final del primer tiempo bajó su nivel de juego. Igualmente Chile consiguió la victoria en el segundo tiempo con los goles de Esteban Paredes y Arturo Vidal. En el partido contra Uruguay no destacó en la elaboración de juego ofensivo, pero estuvo cerca de marcar el primer gol del cotejo luego de que, al intentar despejar el defensa Diego Lugano, el balón le rebotara, lo que hizo que tomara una trayectoria elevada que casi entra en la portería de Muslera. Finalmente, el encuentro acabó 1-1 tras los goles de Álvaro Pereira y Alexis Sánchez para Uruguay y Chile, respectivamente. El tercer cotejo no lo jugó, ya que en los días previos al duelo presentó problemas físicos y con Chile ya clasificado —tras la victoria de Colombia en otro duelo— Borghi prefirió conservarlo para cuartos de final. Sin Isla y varios titulares que decidió reservar el técnico para la siguiente fase, Chile logró vencer por 1-0 a Perú luego de que André Carrillo marcara un autogol en los minutos finales del partido. En los días previos al duelo con Venezuela, se dudó la presencia de Isla como titular, ya que durante un entrenamiento sufrió una contusión en el tobillo derecho tras un choque con Carlos Muñoz, aunque horas más tarde se confirmó que no se trataba de una lesión de gravedad por lo que pudo jugar contra la vinotinto. Finalmente en el encuentro contra Venezuela, Chile acabó eliminado de la competencia tras perder 2-1 con goles de Oswaldo Vizcarrondo y Gabriel Cichero para la vinotinto y de Humberto Suazo para Chile. En el cotejo Isla no logró conectarse con los delanteros chilenos, aunque en defensa logró evitar algunos ataques venezolanos. En una de estas jugadas recibió tarjeta amarilla tras derribar a César González.

#### Mundial de Brasil 2014

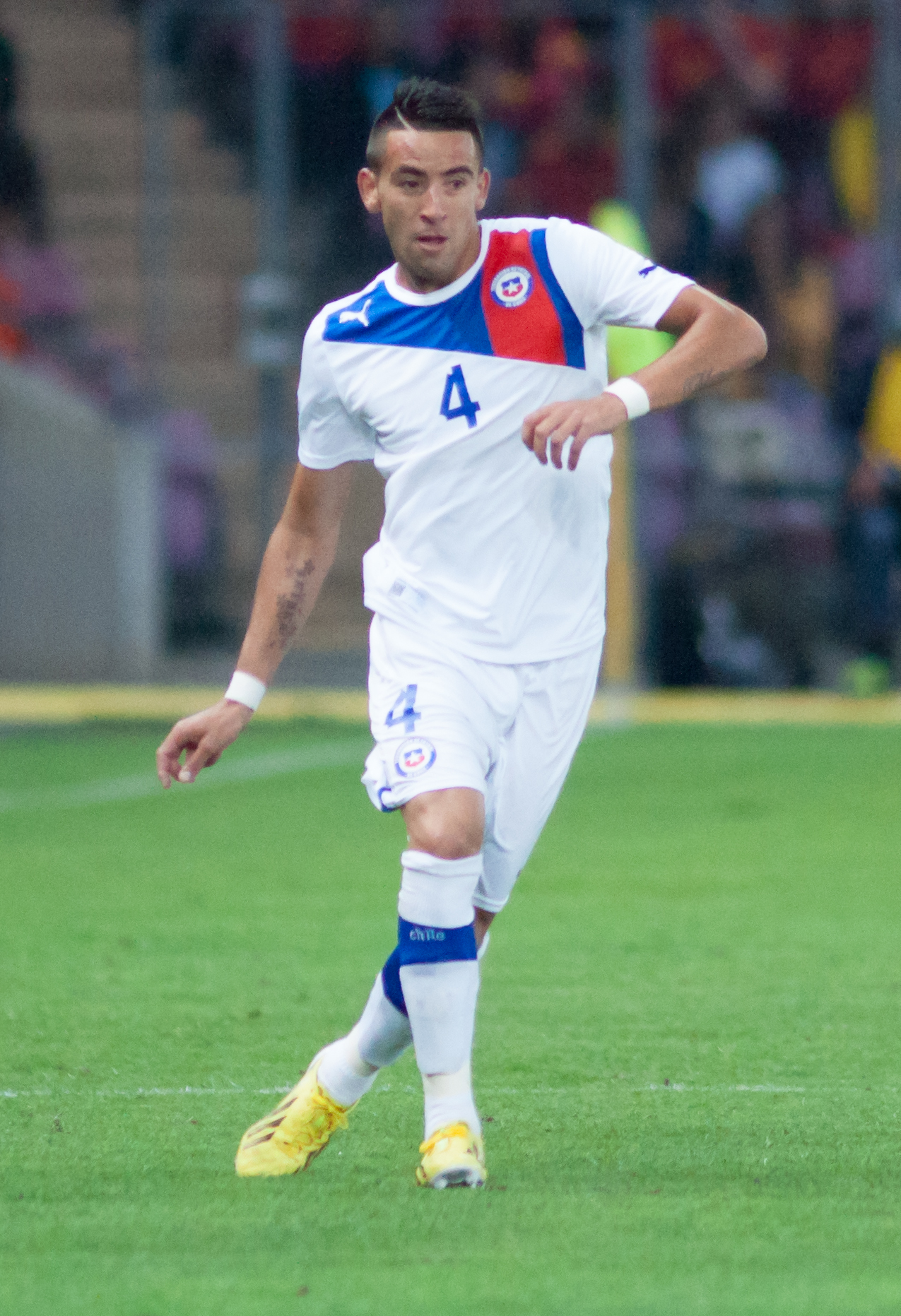
Isla jugando por en 2013

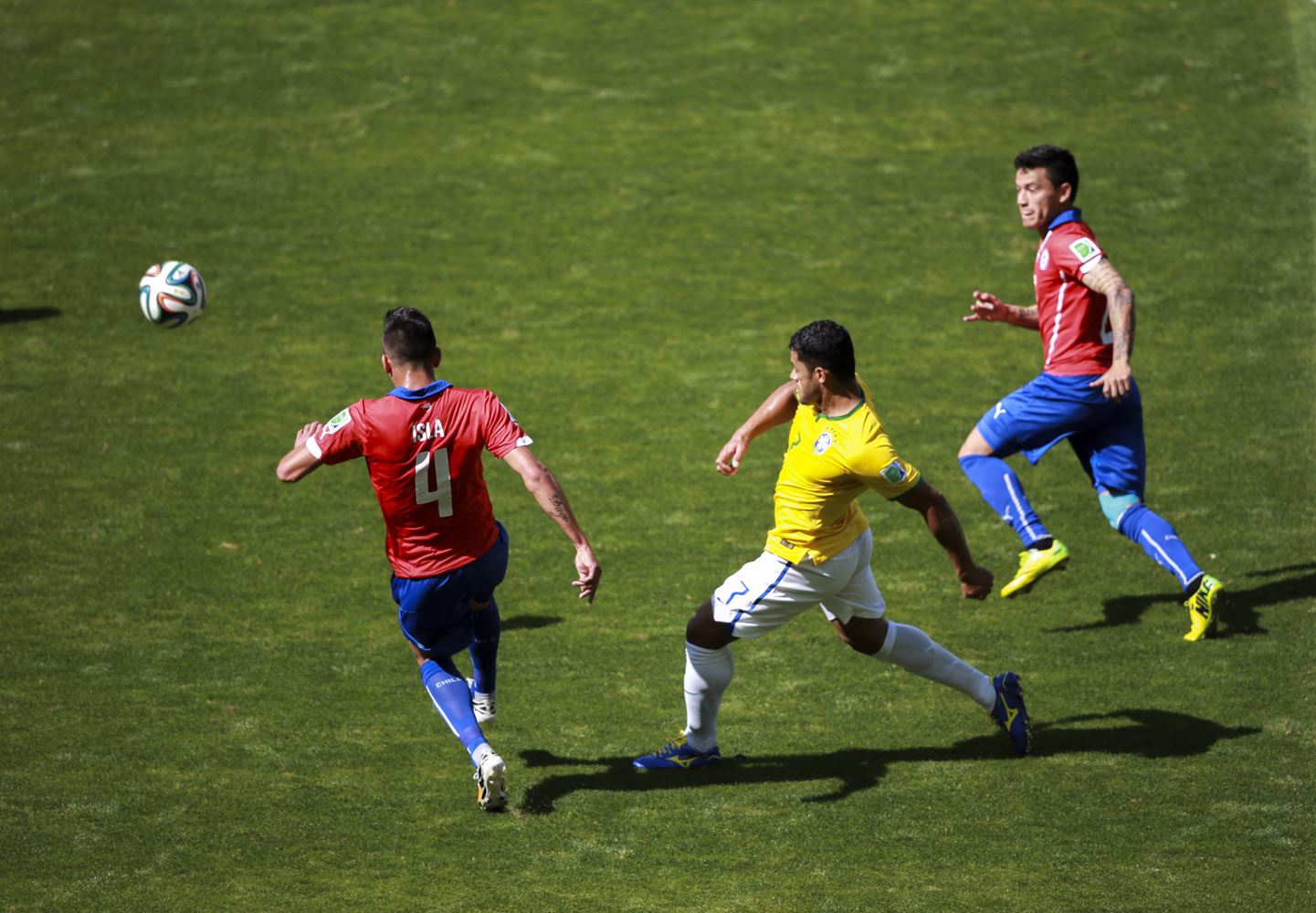
Isla contra Brasil en los octavos de final.

Tras participar en la Copa América, Isla jugó en un amistoso contra España. En éste, el jugador anotó su segundo gol con Chile —la primera cifra del cotejo— después de una habilitación de su compañero Gonzalo Jara. El partido acabó 3-2 a favor de los españoles. Luego, volvió a ser llamado para los dos primeros encuentros clasificatorios, en los que Chile perdió por 4-1 contra Argentina y ganó por 4-2 contra el seleccionado peruano. Después participó en los dos últimos partido del año contra Uruguay y Paraguay, en los que Chile cayó por goleada de 4-0 contra la celeste y venció por 2-0 a los guaraníes. Debido a su lesión en febrero de 2012, solo disputó tres partidos durante el año, los cuales acabaron en derrotas. El 30 de octubre del mismo año, la ANFP mandó un comunicado para aclarar la no convocatoria del jugador para un amistoso contra Serbia. Esto se debía a una sanción disciplinaria de diez partidos amistosos impuesta tras el encuentro jugado el año 2011 entre Chile y España, en el que había insultado al cuarto árbitro tras finalizar el juego. El castigo duraba hasta el amistoso contra Egipto del 6 de febrero de 2013, que ganaron por 2-1 con Isla en cancha durante los noventa minutos.
En la recta final para asegurar un cupo al mundial de Brasil 2014, Isla participó de todos los partidos. Tras la derrota por 1-0 contra Perú en Lima, la selección chilena consiguió cinco victorias y un empate, lo que le permitió asegurar su cupo en la última fecha tras vencer por 2-1 a Ecuador.
El 13 de mayo de 2014, el entrenador Jorge Sampaoli incluyó a Isla en la lista preliminar de treinta jugadores para el Mundial de Brasil 2014. Dos semanas después, su presencia en la competencia fue confirmada por la ANFP.  En el debut lograron vencer por 3-1 a la selección australiana y, posteriormente, asegurar la clasificación a la siguiente fase tras ganar a España por 2-0 en el Estadio Maracaná. Eso sí, no consiguieron el liderato del Grupo B al perder por 2-0 contra los holandeses, lo que los llevó a enfrentar en octavos de final a Brasil. Aquel partido tuvo que definirse en penales, donde los locales finalmente se impusieron por 3-2. Isla participó de los cuatro partidos de su selección en el mundial y jugó en total 390 minutos.

#### Bicampeonato de América
Poco más de un año después de la convocatoria al mundial de Brasil, Sampaoli volvió a convocar al jugador para participar de la Copa América 2015. Tras vencer en el debut por 2-0 a Ecuador, empatar 3-3 con México y golear al seleccionado boliviano por 5-0, en cuartos se enfrentaron a Uruguay. El único tanto del partido, y que definió el paso de Chile a semifinales, vino de Isla, que aprovechó un pase de Jorge Valdivia para vencer la resistencia del portero Fernando Muslera. En la instancia siguiente vencieron por 2-1 a Perú, lo que los llevó a definir el título contra Argentina. Tras mantenerse 0-0 durante los noventa minutos y en los treinta de prórroga, finalmente Chile obtuvo su primer campeonato al ganar la definición a penales por 4-1. En el torneo Isla jugó seis partidos, anotó un gol y formó parte del equipo ideal de la primera fecha y de los cuartos de final del torneo. 
Con motivo del aniversario número cien de la Copa América se realizó en Estados Unidos la Copa América Centenario, torneo en el cual también participó Isla. Chile en esta ocasión quedó en el segundo lugar del grupo D tras perder 2-1 contra Argentina, ganar por el mismo marcador a Bolivia y vencer por 4-2 a Panamá. En estos primeros partidos el desempeño del jugador fue irregular, ya que el segundo gol argentino se desvió en su pie y en el último partido contra los panameños quedó suspendido por acumulación de tarjetas amarillas.  A pesar de su ausencia su selección clasificó a semifinales, donde venció por 2-0 a Colombia con el jugador en cancha. El rival de Chile en la final volvió a ser Argentina y, al igual que en 2015, el resultado durante los primeros noventa minutos y en la prórroga fue 0-0, por lo que el campeón se volvió a definir en penales, donde los chilenos triunfaron por un marcador de 4-2. Isla debido a sus actuaciones formó parte del equipo ideal del torneo en la posición de lateral derecho.

#### Copa Confederaciones 2017 y eliminatorias a Rusia 2018

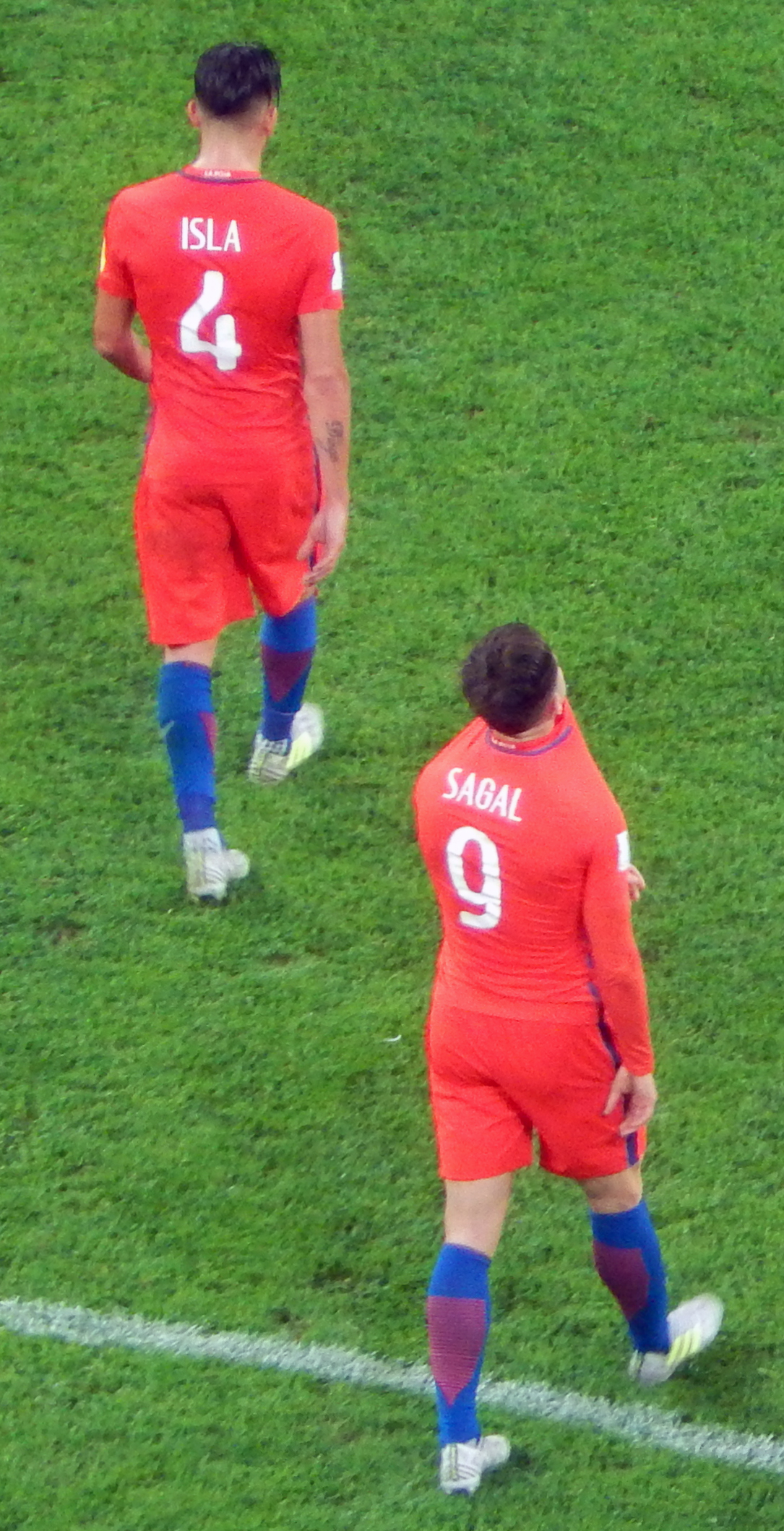
Isla y Angelo Sagal tras perder la Final de la Copa Confederaciones 2017 ante Alemania.

Tras su participación en la Copa Centenario, Isla tuvo varios partidos destacados por eliminatorias. El 11 de octubre de 2016 fue vital en la victoria por 2-1 contra Perú en Santiago, ya que en el primer gol evadió a un rival y asistió a Arturo Vidal para que convirtiese. Luego, el 28 de marzo de 2017, en un partido contra Venezuela dio un centro a Alexis Sánchez, que cedió a Esteban Paredes para que marcase su segundo personal en la victoria por 3-1. Tras ello, el 2 de junio de 2017 fue convocado a la Copa Confederaciones 2017. Una semana después, Isla marcó su tercer gol con la selección chilena en el empate 1-1 contra Rusia en un amistoso previo al torneo. En la fase de grupos, Chile obtuvo el segundo lugar del grupo B, tras vencer a Camerún por 2-0 y empatar con Alemania y Australia 1-1. En semifinales se enfrentaron a Portugal, al que vencieron por 3-0 en penales luego de que Claudio Bravo atajase los tres lanzamientos portugueses. Isla tuvo un buen partido, ya que logró neutralizar a Cristiano Ronaldo, aunque poco antes del fin de la prórroga fue reemplazado por José Pedro Fuenzalida.  El 2 de julio de 2017 el equipo chileno disputó la final del torneo contra Alemania, la que perdieron por 1-0 tras un error de Marcelo Díaz. Isla participó de los cinco partidos de su selección y estuvo un total de 479 minutos en cancha.
El rendimiento del seleccionado chileno resultó inferior a lo esperado tras el torneo y, tras perder varios partidos, finalmente resultaron eliminados al terminar en el sexto lugar luego de caer por 3-0 contra Brasil. Isla fue el único jugador chileno que disputó los dieciocho partidos de su selección en las clasificatorias.

#### Cien partidos y Copa América 2019
El 24 de marzo de 2018 Chile venció a Suecia por 2-1 en un compromiso amistoso jugado en el Friends Arena de Estocolmo. Isla fue titular, jugó 71 minutos y tuvo un partido regular. Con esto se convirtió en el quinto jugador en la historia de la selección chilena en alcanzar los 100 partidos oficiales, por detrás de Claudio Bravo, Alexis Sánchez, Gonzalo Jara y Gary Medel.
Un año después, el 26 de mayo de 2019, el técnico Reinaldo Rueda convocó al jugador para disputar su cuarto torneo continental: la Copa América 2019. Chile enfrentó en el grupo C a Japón, Ecuador y Uruguay, y clasificó en el segundo lugar tras vencer por 4-0 y 2-1 a los primeros y perder su último partido por 1-0. Además, en el encuentro contra Japón, Isla asistió a Eduardo Vargas en el segundo gol. En cuartos de final vencieron en penales a Colombia, pero en la instancia siguiente perdieron 3-0 contra Perú, para terminar finalmente en la cuarta posición tras perder por 2-1 en la definición por el tercer puesto contra Argentina. En total, Isla jugó cinco partidos, ya que no jugó contra Uruguay, y estuvo 450 minutos en cancha, demostrando un nivel regular, siendo superado por su suplente Paulo Díaz quien solo jugó por ese sector ante Uruguay.

### Resumen estadístico

#### Participaciones en Copas del Mundo
| Mundial                  | Sede               | Resultado          | Partidos | Goles | Asis. |
| ------------------------ | ------------------ | ------------------ | -------- | ----- | ----- |
| Copa Mundial Sub-20 2007 | Canadá             | Tercer lugar       | 7        | 2     | 2     |
| Copa Mundial 2010        | Sudáfrica          | Octavos de final   | 4        | 0     | 1     |
| Copa Mundial 2014        | Brasil             | Octavos de final   | 4        | 0     | 0     |
| Total en Mundiales       | Total en Mundiales | Total en Mundiales | 15       | 2     | 3     |

#### Participaciones en Copas FIFA Confederaciones
| Copa                           | Sede  | Resultado  | Partidos | Goles | Asis. |
| ------------------------------ | ----- | ---------- | -------- | ----- | ----- |
| Copa FIFA Confederaciones 2017 | Rusia | Subcampeón | 5        | 0     | 0     |

#### Participaciones en Copas América
| Torneo                  | Sede                   | Resultado              | Partidos | Goles | Asis. |
| ----------------------- | ---------------------- | ---------------------- | -------- | ----- | ----- |
| Copa América 2011       | Argentina              | Cuartos de final       | 3        | 0     | 0     |
| Copa América 2015       | Chile                  | Campeón                | 6        | 1     | 0     |
| Copa América Centenario | Estados Unidos         | Campeón                | 5        | 0     | 0     |
| Copa América 2019       | Brasil                 | Cuarto lugar           | 6        | 0     | 1     |
| Copa América 2021       | Brasil                 | Cuartos de final       | 5        | 0     | 0     |
| Copa América 2024       | Estados Unidos         | Fase de grupos         | 1        | 0     | 0     |
| Total en Copas América  | Total en Copas América | Total en Copas América | 26       | 1     | 1     |

#### Participaciones en Clasificatorias a Copas del Mundo
| Eliminatorias                     | País                              | Resultado                         | Posición                          | Partidos | Goles | Asis. |
| --------------------------------- | --------------------------------- | --------------------------------- | --------------------------------- | -------- | ----- | ----- |
| Eliminatorias Sudáfrica 2010      | Sudáfrica                         | Clasificado                       | 2° lugar                          | 5        | 0     | 0     |
| Eliminatorias Brasil 2014         | Brasil                            | Clasificado                       | 3° lugar                          | 13       | 0     | 2     |
| Eliminatorias Rusia 2018          | Rusia                             | Eliminado                         | 6.º lugar                         | 18       | 0     | 3     |
| Eliminatorias Catar 2022          | Catar                             | Eliminado                         | 7.º lugar                         | 16       | 1     | 3     |
| Eliminatorias Sudamericanas 2026  | Canadá · Estados Unidos · México  | En curso                          | 10.º lugar                        | 2        | 0     | 0     |
| Total en procesos clasificatorios | Total en procesos clasificatorios | Total en procesos clasificatorios | Total en procesos clasificatorios | 54       | 1     | 8     |

### Partidos internacionales
Actualizado al 26 de marzo de 2024.
| Partidos internacionales | Partidos internacionales | Partidos internacionales                              | Partidos internacionales | Partidos internacionales | Partidos internacionales | Partidos internacionales | Partidos internacionales                            | Partidos internacionales         |
| N.º                      | Fecha                    | Estadio                                               | Local                    | Resultado                | Visitante                | Goles                    | Asistencias                                         | Competición                      |
| ------------------------ | ------------------------ | ----------------------------------------------------- | ------------------------ | ------------------------ | ------------------------ | ------------------------ | --------------------------------------------------- | -------------------------------- |
| 1                        | 7 de septiembre de 2007  | Estadio Ernst Happel, Viena, Austria                  | Suiza                    | 2-1                      | Chile                    |                          |                                                     | Amistoso                         |
| 2                        | 26 de marzo de 2008      | Ramat Gan Stadium, Ramat Gan, Israel                  | Israel                   | 1-0                      | Chile                    |                          |                                                     | Amistoso                         |
| 3                        | 19 de noviembre de 2008  | El Madrigal, Villarreal, España                       | España                   | 3-0                      | Chile                    |                          |                                                     | Amistoso                         |
| 4                        | 11 de febrero de 2009    | Estadio Peter Mokaba, Polokwane, Sudáfrica            | Sudáfrica                | 0-2                      | Chile                    |                          |                                                     | Amistoso                         |
| 5                        | 29 de marzo de 2009      | Estadio Monumental, Lima, Perú                        | Perú                     | 1-3                      | Chile                    |                          |                                                     | Clasificatorias a Sudáfrica 2010 |
| 6                        | 1 de abril de 2009       | Estadio Nacional, Santiago, Chile                     | Chile                    | 0-0                      | Uruguay                  |                          |                                                     | Clasificatorias a Sudáfrica 2010 |
| 7                        | 10 de junio de 2009      | Estadio Nacional, Santiago, Chile                     | Chile                    | 4-0                      | Bolivia                  |                          |                                                     | Clasificatorias a Sudáfrica 2010 |
| 8                        | 12 de agosto de 2009     | Estadio Brøndby, Copenhague, Dinamarca                | Dinamarca                | 1-2                      | Chile                    |                          |                                                     | Amistoso                         |
| 9                        | 5 de septiembre de 2009  | Estadio Monumental, Santiago, Chile                   | Chile                    | 2-2                      | Venezuela                |                          |                                                     | Clasificatorias a Sudáfrica 2010 |
| 10                       | 9 de septiembre de 2009  | Roberto Santos, Salvador de Bahía, Brasil             | Brasil                   | 4-2                      | Chile                    |                          |                                                     | Clasificatorias a Sudáfrica 2010 |
| 11                       | 26 de mayo de 2010       | Estadio Municipal, Calama, Chile                      | Chile                    | 3-0                      | Zambia                   |                          | 83' a Alexis Sánchez                                | Amistoso                         |
| 12                       | 30 de mayo de 2010       | Estadio Nelson Oyarzún, Chillán, Chile                | Chile                    | 1-0                      | Irlanda del Norte        |                          |                                                     | Amistoso                         |
| 13                       | 16 de junio de 2010      | Estadio Mbombela, Nelspruit, Sudáfrica                | Honduras                 | 0-1                      | Chile                    |                          | 34' a Jean Beausejour                               | Copa Mundial de 2010             |
| 14                       | 21 de junio de 2010      | Nelson Mandela Bay Stadium, Port Elizabeth, Sudáfrica | Chile                    | 1-0                      | Suiza                    |                          |                                                     | Copa Mundial de 2010             |
| 15                       | 25 de junio de 2010      | Loftus Versfeld, Pretoria, Sudáfrica                  | Chile                    | 1-2                      | España                   |                          |                                                     | Copa Mundial de 2010             |
| 16                       | 28 de junio de 2010      | Ellis Park, Johannesburgo, Sudáfrica                  | Brasil                   | 3-0                      | Chile                    |                          |                                                     | Copa Mundial de 2010             |
| 17                       | 7 de septiembre de 2010  | Lobanovsky Dynamo, Kiev, Ucrania                      | Ucrania                  | 2-1                      | Chile                    | 87'                      |                                                     | Amistoso                         |
| 18                       | 17 de noviembre de 2010  | Estadio Monumental, Santiago, Chile                   | Chile                    | 2-0                      | Uruguay                  |                          | 38' a Alexis Sánchez                                | Amistoso                         |
| 19                       | 26 de marzo de 2011      | Dr. Magalhães Pessoa, Leiría, Portugal                | Portugal                 | 1-1                      | Chile                    |                          |                                                     | Amistoso                         |
| 20                       | 29 de marzo de 2011      | Kyocera Stadion, La Haya, Holanda                     | Chile                    | 2-0                      | Colombia                 |                          |                                                     | Amistoso                         |
| 21                       | 19 de junio de 2011      | Estadio Monumental, Santiago, Chile                   | Chile                    | 4-0                      | Estonia                  |                          | 50' a Alexis Sánchez                                | Amistoso                         |
| 22                       | 4 de julio de 2011       | San Juan del Bicentenario, San Juan, Argentina        | Chile                    | 2-1                      | México                   |                          |                                                     | Copa América 2011                |
| 23                       | 8 de julio de 2011       | Malvinas Argentinas, Mendoza, Argentina               | Uruguay                  | 1-1                      | Chile                    |                          |                                                     | Copa América 2011                |
| 24                       | 17 de julio de 2011      | San Juan del Bicentenario, San Juan, Argentina        | Chile                    | 1-2                      | Venezuela                |                          |                                                     | Copa América 2011                |
| 25                       | 10 de agosto de 2011     | Stade de la Mosson, Montpellier, Francia              | Francia                  | 1-1                      | Chile                    |                          |                                                     | Amistoso                         |
| 26                       | 2 de septiembre de 2011  | AFG Arena, San Galo, Suiza                            | España                   | 3-2                      | Chile                    | 10'                      |                                                     | Amistoso                         |
| 27                       | 4 de septiembre de 2011  | Estadio Cornellà-El Prat, Barcelona, España           | Chile                    | 0-1                      | México                   |                          |                                                     | Amistoso                         |
| 28                       | 7 de octubre de 2011     | Monumental, Buenos Aires, Argentina                   | Argentina                | 4-1                      | Chile                    |                          |                                                     | Clasificatorias a Brasil 2014    |
| 29                       | 11 de octubre de 2011    | Estadio Monumental, Santiago, Chile                   | Chile                    | 4-2                      | Perú                     |                          |                                                     | Clasificatorias a Brasil 2014    |
| 30                       | 11 de noviembre de 2011  | Estadio Centenario, Montevideo, Uruguay               | Uruguay                  | 4-0                      | Chile                    |                          |                                                     | Clasificatorias a Brasil 2014    |
| 31                       | 15 de noviembre de 2011  | Estadio Nacional, Santiago, Chile                     | Chile                    | 2-0                      | Paraguay                 |                          | 86' a Matías Campos Toro                            | Clasificatorias a Brasil 2014    |
| 32                       | 11 de septiembre de 2012 | Estadio Monumental, Santiago, Chile                   | Chile                    | 1-3                      | Colombia                 |                          |                                                     | Clasificatorias a Brasil 2014    |
| 33                       | 12 de octubre de 2012    | Estadio Olímpico Atahualpa, Quito, Ecuador            | Ecuador                  | 3-1                      | Chile                    |                          |                                                     | Clasificatorias a Brasil 2014    |
| 34                       | 16 de octubre de 2012    | Estadio Nacional, Santiago, Chile                     | Chile                    | 1-2                      | Argentina                |                          |                                                     | Clasificatorias a Brasil 2014    |
| 35                       | 6 de febrero de 2013     | Vicente Calderón, Madrid, España                      | Chile                    | 2-1                      | Egipto                   |                          |                                                     | Amistoso                         |
| 36                       | 22 de marzo de 2013      | Estadio Nacional, Lima, Perú                          | Perú                     | 1-0                      | Chile                    |                          |                                                     | Clasificatorias a Brasil 2014    |
| 37                       | 26 de marzo de 2013      | Estadio Nacional, Santiago, Chile                     | Chile                    | 2-0                      | Uruguay                  |                          |                                                     | Clasificatorias a Brasil 2014    |
| 38                       | 7 de junio de 2013       | Defensores del Chaco, Asunción, Paraguay              | Paraguay                 | 1-2                      | Chile                    |                          |                                                     | Clasificatorias a Brasil 2014    |
| 39                       | 14 de agosto de 2013     | Estadio Brøndby, Copenhague, Dinamarca                | Irak                     | 0-6                      | Chile                    |                          |                                                     | Amistoso                         |
| 40                       | 6 de septiembre de 2013  | Estadio Nacional, Santiago, Chile                     | Chile                    | 3-0                      | Venezuela                |                          |                                                     | Clasificatorias a Brasil 2014    |
| 41                       | 10 de septiembre de 2013 | Stade de Genève, Ginebra, Suiza                       | España                   | 2-2                      | Chile                    |                          | 5' a Eduardo Vargas                                 | Amistoso                         |
| 42                       | 11 de octubre de 2013    | Estadio Metropolitano, Barranquilla, Colombia         | Colombia                 | 3-3                      | Chile                    |                          |                                                     | Clasificatorias a Brasil 2014    |
| 43                       | 15 de octubre de 2013    | Estadio Nacional, Santiago, Chile                     | Chile                    | 2-1                      | Ecuador                  |                          |                                                     | Clasificatorias a Brasil 2014    |
| 44                       | 15 de noviembre de 2013  | Wembley, Londres, Inglaterra                          | Inglaterra               | 0-2                      | Chile                    |                          |                                                     | Amistoso                         |
| 45                       | 5 de marzo de 2014       | Mercedes-Benz Arena, Stuttgart, Alemania              | Alemania                 | 1-0                      | Chile                    |                          |                                                     | Amistoso                         |
| 46                       | 30 de mayo de 2014       | Estadio Nacional, Santiago, Chile                     | Chile                    | 3-2                      | Egipto                   |                          |                                                     | Amistoso                         |
| 47                       | 4 de junio de 2014       | Elías Figueroa Brander, Valparaíso, Chile             | Chile                    | 2-0                      | Irlanda del Norte        |                          |                                                     | Amistoso                         |
| 48                       | 13 de junio de 2014      | Arena Pantanal, Cuiabá, Brasil                        | Chile                    | 3-1                      | Australia                |                          |                                                     | Copa Mundial de 2014             |
| 49                       | 18 de junio de 2014      | Maracaná, Río de Janeiro, Brasil                      | España                   | 0-2                      | Chile                    |                          |                                                     | Copa Mundial de 2014             |
| 50                       | 23 de junio de 2014      | Arena Corinthians, São Paulo, Brasil                  | Países Bajos             | 2-0                      | Chile                    |                          |                                                     | Copa Mundial de 2014             |
| 51                       | 28 de junio de 2014      | Mineirão, Belo Horizonte, Brasil                      | Brasil                   | 1-1 (t. s.) 3-2p         | Chile                    |                          |                                                     | Copa Mundial de 2014             |
| 52                       | 6 de septiembre de 2014  | Levi's Stadium, Santa Clara, EEUU                     | México                   | 0-0                      | Chile                    |                          |                                                     | Amistoso                         |
| 53                       | 9 de septiembre de 2014  | Lockhart Stadium, Fort Lauderdale, EEUU               | Chile                    | 1-0                      | Haití                    |                          | 20' a Juan Delgado                                  | Amistoso                         |
| 54                       | 10 de octubre de 2014    | Elías Figueroa Brander, Valparaíso, Chile             | Chile                    | 3-0                      | Perú                     |                          | 53' a Eduardo Vargas                                | Amistoso                         |
| 55                       | 14 de octubre de 2014    | Francisco Sánchez Rumoroso, Coquimbo, Chile           | Chile                    | 2-2                      | Bolivia                  |                          |                                                     | Amistoso                         |
| 56                       | 14 de noviembre de 2014  | Estadio CAP, Talcahuano, Chile                        | Chile                    | 5-0                      | Venezuela                |                          | 55' a Eduardo Vargas, 90+3' a Pedro Pablo Hernández | Amistoso                         |
| 57                       | 18 de noviembre de 2014  | Estadio Monumental, Santiago, Chile                   | Chile                    | 1-2                      | Uruguay                  |                          |                                                     | Amistoso                         |
| 58                       | 26 de marzo de 2015      | NV Arena, Sankt Pölten, Austria                       | Irán                     | 2-0                      | Chile                    |                          |                                                     | Amistoso                         |
| 59                       | 29 de marzo de 2015      | Emirates Stadium, Londres, Inglaterra                 | Brasil                   | 1-0                      | Chile                    |                          |                                                     | Amistoso                         |
| 60                       | 5 de junio de 2015       | El Teniente, Rancagua, Chile                          | Chile                    | 1-0                      | El Salvador              |                          |                                                     | Amistoso                         |
| 61                       | 11 de junio de 2015      | Estadio Nacional, Santiago, Chile                     | Chile                    | 2-0                      | Ecuador                  |                          |                                                     | Copa América 2015                |
| 62                       | 15 de junio de 2015      | Estadio Nacional, Santiago, Chile                     | Chile                    | 3-3                      | México                   |                          |                                                     | Copa América 2015                |
| 63                       | 19 de junio de 2015      | Estadio Nacional, Santiago, Chile                     | Chile                    | 5-0                      | Bolivia                  |                          |                                                     | Copa América 2015                |
| 64                       | 24 de junio de 2015      | Estadio Nacional, Santiago, Chile                     | Chile                    | 1-0                      | Uruguay                  | 80'                      |                                                     | Copa América 2015                |
| 65                       | 29 de junio de 2015      | Estadio Nacional, Santiago, Chile                     | Chile                    | 2-1                      | Perú                     |                          |                                                     | Copa América 2015                |
| 66                       | 4 de julio de 2015       | Estadio Nacional, Santiago, Chile                     | Chile                    | 0-0 (t. s.) 4-1p         | Argentina                |                          |                                                     | Copa América 2015                |
| 67                       | 5 de septiembre de 2015  | Estadio Nacional, Santiago, Chile                     | Chile                    | 3-2                      | Paraguay                 |                          | 63' a Felipe Gutiérrez                              | Amistoso                         |
| 68                       | 8 de octubre de 2015     | Estadio Nacional, Santiago, Chile                     | Chile                    | 2-0                      | Brasil                   |                          |                                                     | Clasificatorias a Rusia 2018     |
| 69                       | 13 de octubre de 2015    | Estadio Nacional, Santiago, Chile                     | Perú                     | 3-4                      | Chile                    |                          | 6' a Alexis Sánchez                                 | Clasificatorias a Rusia 2018     |
| 70                       | 12 de noviembre de 2015  | Estadio Nacional, Santiago, Chile                     | Chile                    | 1-1                      | Colombia                 |                          |                                                     | Clasificatorias a Rusia 2018     |
| 71                       | 17 de noviembre de 2015  | Estadio Centenario, Montevideo, Uruguay               | Uruguay                  | 3-0                      | Chile                    |                          |                                                     | Clasificatorias a Rusia 2018     |
| 72                       | 24 de marzo de 2016      | Estadio Nacional, Santiago, Chile                     | Chile                    | 1-2                      | Argentina                |                          |                                                     | Clasificatorias a Rusia 2018     |
| 73                       | 29 de marzo de 2016      | Estadio Agustín Tovar, Barinas, Venezuela             | Venezuela                | 1-4                      | Chile                    |                          |                                                     | Clasificatorias a Rusia 2018     |
| 74                       | 27 de mayo de 2016       | Estadio Sausalito, Viña del Mar, Chile                | Chile                    | 1-2                      | Jamaica                  |                          |                                                     | Amistoso                         |
| 75                       | 6 de junio de 2016       | Levi's Stadium, Santa Clara, EEUU                     | Argentina                | 2-1                      | Chile                    |                          |                                                     | Copa América Centenario          |
| 76                       | 10 de junio de 2016      | Gillette Stadium, Foxborough, EEUU                    | Chile                    | 2-1                      | Bolivia                  |                          |                                                     | Copa América Centenario          |
| 77                       | 14 de junio de 2016      | Lincoln Financial Field, Filadelfia, EEUU             | Chile                    | 4-2                      | Panamá                   |                          |                                                     | Copa América Centenario          |
| 78                       | 22 de junio de 2016      | Soldier Field, Chicago, EEUU                          | Colombia                 | 0-2                      | Chile                    |                          |                                                     | Copa América Centenario          |
| 79                       | 26 de junio de 2016      | MetLife Stadium, East Rutherford, EEUU                | Argentina                | 0-0 (t. s.) 2-4p         | Chile                    |                          |                                                     | Copa América Centenario          |
| 80                       | 1 de septiembre de 2016  | Defensores del Chaco, Asunción, Paraguay              | Paraguay                 | 2-1                      | Chile                    |                          |                                                     | Clasificatorias a Rusia 2018     |
| 81                       | 6 de septiembre de 2016  | Estadio Monumental, Santiago, Chile                   | Chile                    | 3-0                      | Bolivia                  |                          |                                                     | Clasificatorias a Rusia 2018     |
| 82                       | 6 de octubre de 2016     | Estadio Olímpico Atahualpa, Quito, Ecuador            | Ecuador                  | 3-0                      | Chile                    |                          |                                                     | Clasificatorias a Rusia 2018     |
| 83                       | 11 de octubre de 2016    | Estadio Nacional, Santiago, Chile                     | Chile                    | 2-1                      | Perú                     |                          | 9', 84' a Arturo Vidal                              | Clasificatorias a Rusia 2018     |
| 84                       | 10 de noviembre de 2016  | Estadio Metropolitano, Barranquilla, Colombia         | Colombia                 | 0-0                      | Chile                    |                          |                                                     | Clasificatorias a Rusia 2018     |
| 85                       | 15 de noviembre de 2016  | Estadio Nacional, Santiago, Chile                     | Chile                    | 3-1                      | Uruguay                  |                          |                                                     | Clasificatorias a Rusia 2018     |
| 86                       | 23 de marzo de 2017      | Monumental, Buenos Aires, Argentina                   | Argentina                | 1-0                      | Chile                    |                          |                                                     | Clasificatorias a Rusia 2018     |
| 87                       | 28 de marzo de 2017      | Estadio Monumental, Santiago, Chile                   | Chile                    | 3-1                      | Venezuela                |                          |                                                     | Clasificatorias a Rusia 2018     |
| 88                       | 2 de junio de 2017       | Estadio Nacional, Santiago, Chile                     | Chile                    | 3-0                      | Burkina Faso             |                          |                                                     | Amistoso                         |
| 89                       | 9 de junio de 2017       | VEB Arena, Moscú, Rusia                               | Rusia                    | 1-1                      | Chile                    | 55'                      |                                                     | Amistoso                         |
| 90                       | 13 de junio de 2017      | Cluj Arena, Cluj, Rumanía                             | Rumania                  | 3-2                      | Chile                    |                          |                                                     | Amistoso                         |
| 91                       | 18 de junio de 2017      | Otkrytie Arena, Moscú, Rusia                          | Camerún                  | 0-2                      | Chile                    |                          |                                                     | Copa Confederaciones 2017        |
| 92                       | 22 de junio de 2017      | Kazán Arena, Kazán, Rusia                             | Alemania                 | 1-1                      | Chile                    |                          |                                                     | Copa Confederaciones 2017        |
| 93                       | 25 de junio de 2017      | Otkrytie Arena, Moscú, Rusia                          | Chile                    | 1-1                      | Australia                |                          |                                                     | Copa Confederaciones 2017        |
| 94                       | 28 de junio de 2017      | Kazán Arena, Kazán, Rusia                             | Portugal                 | 0-0 (t. s.) 0-3p         | Chile                    |                          |                                                     | Copa Confederaciones 2017        |
| 95                       | 2 de julio de 2017       | Krestovski, San Petersburgo, Rusia                    | Chile                    | 0-1                      | Alemania                 |                          |                                                     | Copa Confederaciones 2017        |
| 96                       | 31 de agosto de 2017     | Estadio Monumental, Santiago, Chile                   | Chile                    | 0-3                      | Paraguay                 |                          |                                                     | Clasificatorias a Rusia 2018     |
| 97                       | 5 de septiembre de 2017  | Hernando Siles, La Paz, Bolivia                       | Bolivia                  | 1-0                      | Chile                    |                          |                                                     | Clasificatorias a Rusia 2018     |
| 98                       | 5 de octubre de 2017     | Estadio Monumental, Santiago, Chile                   | Chile                    | 2-1                      | Ecuador                  |                          |                                                     | Clasificatorias a Rusia 2018     |
| 99                       | 10 de octubre de 2017    | Allianz Parque, São Paulo, Brasil                     | Brasil                   | 3-0                      | Chile                    |                          |                                                     | Clasificatorias a Rusia 2018     |
| 100                      | 24 de marzo de 2018      | Friends Arena, Estocolmo, Suecia                      | Suecia                   | 1-2                      | Chile                    |                          |                                                     | Amistoso                         |
| 101                      | 11 de septiembre de 2018 | World Cup Stadium, Suwon, Corea del Sur               | Corea del Sur            | 0-0                      | Chile                    |                          |                                                     | Amistoso                         |
| 102                      | 12 de octubre de 2018    | Hard Rock Stadium, Miami, EEUU                        | Perú                     | 3-0                      | Chile                    |                          |                                                     | Amistoso                         |
| 103                      | 16 de octubre de 2018    | Corregidora, Querétaro, México                        | México                   | 0-1                      | Chile                    |                          |                                                     | Amistoso                         |
| 104                      | 16 de noviembre de 2018  | Estadio El Teniente, Rancagua, Chile                  | Chile                    | 2-3                      | Costa Rica               |                          |                                                     | Amistoso                         |
| 105                      | 20 de noviembre de 2018  | Estadio Germán Becker, Temuco, Chile                  | Chile                    | 4-1                      | Honduras                 |                          |                                                     | Amistoso                         |
| 106                      | 22 de marzo de 2019      | SDCCU Stadium, San Diego, EEUU                        | México                   | 3-1                      | Chile                    |                          | 69' a Nicolás Castillo                              | Amistoso                         |
| 107                      | 26 de marzo de 2019      | BBVA Compass Stadium, Houston, EEUU                   | Estados Unidos           | 1-1                      | Chile                    |                          |                                                     | Amistoso                         |
| 108                      | 6 de junio de 2019       | La Portada, La Serena, Chile                          | Chile                    | 2-1                      | Haití                    |                          |                                                     | Amistoso                         |
| 109                      | 17 de junio de 2019      | Estadio Morumbi, São Paulo, Brasil                    | Japón                    | 0-4                      | Chile                    |                          | 54' a Eduardo Vargas                                | Copa América 2019                |
| 110                      | 21 de junio de 2019      | Arena Fonte Nova, Salvador, Brasil                    | Ecuador                  | 1-2                      | Chile                    |                          |                                                     | Copa América 2019                |
| 111                      | 28 de junio de 2019      | Arena Corinthians, São Paulo, Brasil                  | Colombia                 | 0-0 4-5p                 | Chile                    |                          |                                                     | Copa América 2019                |
| 112                      | 3 de julio de 2019       | Arena do Grêmio, Porto Alegre, Brasil                 | Chile                    | 0-3                      | Perú                     |                          |                                                     | Copa América 2019                |
| 113                      | 6 de julio de 2019       | Arena Corinthians, São Paulo, Brasil                  | Argentina                | 2-1                      | Chile                    |                          |                                                     | Copa América 2019                |
| 114                      | 12 de octubre de 2019    | Estadio José Rico Pérez, Alicante, España             | Colombia                 | 0-0                      | Chile                    |                          |                                                     | Amistoso                         |
| 115                      | 15 de octubre de 2019    | Estadio José Rico Pérez, Alicante, España             | Chile                    | 3-2                      | Guinea                   |                          |                                                     | Amistoso                         |
| 116                      | 13 de octubre de 2020    | Estadio Nacional, Santiago, Chile                     | Chile                    | 2-2                      | Colombia                 |                          |                                                     | Clasificatorias a Catar 2022     |
| 117                      | 13 de noviembre de 2020  | Estadio Nacional, Santiago, Chile                     | Chile                    | 2-0                      | Perú                     |                          |                                                     | Clasificatorias a Catar 2022     |
| 118                      | 17 de noviembre de 2020  | Estadio Olímpico de la UCV, Caracas, Venezuela        | Venezuela                | 2-1                      | Chile                    |                          |                                                     | Clasificatorias a Catar 2022     |
| 119                      | 3 de junio de 2021       | Madre de Ciudades, Santiago del Estero, Argentina     | Argentina                | 1-1                      | Chile                    |                          |                                                     | Clasificatorias a Catar 2022     |
| 120                      | 8 de junio de 2021       | San Carlos de Apoquindo, Santiago, Chile              | Chile                    | 1-1                      | Bolivia                  |                          |                                                     | Clasificatorias a Catar 2022     |
| 121                      | 14 de junio de 2021      | Nilton Santos, Río de Janeiro, Brasil                 | Argentina                | 1-1                      | Chile                    |                          |                                                     | Copa América 2021                |
| 122                      | 18 de junio de 2021      | Arena Pantanal, Cuiabá, Brasil                        | Chile                    | 1-0                      | Bolivia                  |                          |                                                     | Copa América 2021                |
| 123                      | 21 de junio de 2021      | Arena Pantanal, Cuiabá, Brasil                        | Uruguay                  | 1-1                      | Chile                    |                          |                                                     | Copa América 2021                |
| 124                      | 24 de junio de 2021      | Estadio Mané Garrincha, Brasilia, Brasil              | Chile                    | 0-2                      | Paraguay                 |                          |                                                     | Copa América 2021                |
| 125                      | 2 de julio de 2021       | Nilton Santos, Río de Janeiro, Brasil                 | Brasil                   | 1-0                      | Chile                    |                          |                                                     | Copa América 2021                |
| 126                      | 2 de septiembre de 2021  | Estadio Monumental, Santiago, Chile                   | Chile                    | 0-1                      | Brasil                   |                          |                                                     | Clasificatorias a Catar 2022     |
| 127                      | 5 de septiembre de 2021  | Estadio Rodrigo Paz Delgado, Quito, Ecuador           | Ecuador                  | 0-0                      | Chile                    |                          |                                                     | Clasificatorias a Catar 2022     |
| 128                      | 9 de septiembre de 2021  | Estadio Metropolitano,Barranquilla, Colombia          | Colombia                 | 3-1                      | Chile                    |                          |                                                     | Clasificatorias a Catar 2022     |
| 129                      | 7 de octubre de 2021     | Estadio Nacional, Lima, Perú                          | Perú                     | 2-0                      | Chile                    |                          |                                                     | Clasificatorias a Catar 2022     |
| 130                      | 10 de octubre de 2021    | San Carlos de Apoquindo , Santiago, Chile             | Chile                    | 2-0                      | Paraguay                 | 72'                      | 68' a Ben Brereton                                  | Clasificatorias a Catar 2022     |
| 131                      | 14 de octubre de 2021    | San Carlos de Apoquindo , Santiago, Chile             | Chile                    | 3-0                      | Venezuela                |                          |                                                     | Clasificatorias a Catar 2022     |
| 132                      | 16 de noviembre de 2021  | San Carlos de Apoquindo , Santiago, Chile             | Chile                    | 0-2                      | Ecuador                  |                          |                                                     | Clasificatorias a Catar 2022     |
| 133                      | 27 de enero de 2022      | Estadio Zorros del Desierto , Calama, Chile           | Chile                    | 1-2                      | Argentina                |                          |                                                     | Clasificatorias a Catar 2022     |
| 134                      | 1 de febrero de 2022     | Hernando Siles , La Paz, Bolivia                      | Bolivia                  | 2-3                      | Chile                    |                          | 77' a Marcelino Núñez, 85' a Alexis Sánchez         | Clasificatorias a Catar 2022     |
| 135                      | 24 de marzo de 2022      | Maracaná , Río de Janeiro, Brasil                     | Brasil                   | 4-0                      | Chile                    |                          |                                                     | Clasificatorias a Catar 2022     |
| 136                      | 29 de marzo de 2022      | San Carlos de Apoquindo , Santiago, Chile             | Chile                    | 0-2                      | Uruguay                  |                          |                                                     | Clasificatorias a Catar 2022     |
| 137                      | 22 de marzo de 2024      | Estadio Ennio Tardini, Parma, Italia                  | Albania                  | 0-3                      | Chile                    |                          |                                                     | Amistoso                         |
| 138                      | 26 de marzo de 2024      | Stade Vélodrome, Marsella, Francia                    | Francia                  | 3-2                      | Chile                    |                          | 9' a Marcelino Núñez                                | Amistoso                         |
| Total                    |                          |                                                       | Presencias               | 138                      | Goles                    | 5                        | Asistencias                                         | 20                               |

| Selección chilena | Selección chilena | Selección chilena |
| Año               | Partidos          | Goles             |
| ----------------- | ----------------- | ----------------- |
| 2007              | 1                 | 0                 |
| 2008              | 2                 | 0                 |
| 2009              | 7                 | 0                 |
| 2010              | 8                 | 1                 |
| 2011              | 13                | 1                 |
| 2012              | 3                 | 0                 |
| 2013              | 10                | 0                 |
| 2014              | 13                | 0                 |
| 2015              | 14                | 1                 |
| 2016              | 14                | 0                 |
| 2017              | 14                | 1                 |
| 2018              | 6                 | 0                 |
| 2019              | 10                | 0                 |
| 2020              | 3                 | 0                 |
| 2021              | 14                | 1                 |
| 2022              | 4                 | 0                 |
| 2023              | 0                 | 0                 |
| 2024              | 2                 | 0                 |
| Total             | 138               | 5                 |

### Goles con la selección
Actualizado hasta el 10 de octubre de 2021.
| 1 | 7 de septiembre de 2010 | Lobanovsky Dynamo, Kiev, Ucrania         | Ucrania  | 2 – 1 | 2 – 1 | Amistoso                     |
| 2 | 2 de septiembre de 2011 | AFG Arena, San Galo, Suiza               | España   | 0 – 1 | 3 – 2 | Amistoso                     |
| 3 | 24 de junio de 2015     | Nacional, Santiago, Chile                | Uruguay  | 1 – 0 | 1 – 0 | Copa América 2015            |
| 4 | 9 de junio de 2017      | VEB Arena, Moscú, Rusia                  | Rusia    | 0 – 1 | 1 – 1 | Amistoso                     |
| 5 | 10 de octubre de 2021   | San Carlos de Apoquindo, Santiago, Chile | Paraguay | 2 – 0 | 2 – 0 | Clasificatorias a Catar 2022 |

## Estilo de juego
Isla puede desempeñarse en distintas posiciones en el campo de juego, tanto en defensa como en el mediocampo. Dentro de la cantera de la Universidad Católica ocupó la posición de líbero, pero tras su traspaso al Udinese comenzó a desempeñarse de lateral derecho y de volante por la banda. También puede jugar de volante de quite y de defensa central, lugares que ha ocupado en la selección chilena. Otras características de Isla son su capacidad para apoyar el ataque y regresar rápidamente a las posiciones defensivas si el rival recupera el balón, su capacidad física, su velocidad en carrera y sus pases precisos. Según él, su mejor posición en el campo es de volante por la derecha, sea en un esquema 3-4-3 o 3-5-2.

## Reconocimientos
En abril de 2010, Ángel Bozán, entonces alcalde de su comuna natal, Buin, lo nombró «hijo ilustre» tras su participación en el mundial sub-20 de Canadá. Posteriormente, el 21 de junio de 2010, el consejo municipal aprobó mayoritariamente la propuesta del concejal Ramón Calderón, que pedía que una calle del condominio Cumbres de Buin lleve el nombre del jugador. Isla confirmó esta decisión el 10 de julio del mismo año, en un evento de bienvenida que realizó la municipalidad tras el retorno de la selección chilena luego de participar en la Copa Mundial de Fútbol de 2010. Nueve días antes, en el Palacio de La Moneda, el presidente Sebastián Piñera le entregó la «medalla bicentenario» al igual que a todos los jugadores del plantel chileno que participó en el mundial, como forma de agradecimiento por su actuación en la competencia.

## Estadísticas

### Clubes
| Club                           | Div              | Temporada        | Liga  | Liga  | Liga   | Regional | Regional | Regional | Copas nacionales | Copas nacionales | Copas nacionales | Torneos internacionales | Torneos internacionales | Torneos internacionales | Total | Total | Total  |
| Club                           | Div              | Temporada        | Part. | Goles | Asist. | Part.    | Goles    | Asist.   | Part.            | Goles            | Asist.           | Part.                   | Goles                   | Asist.                  | Part. | Goles | Asist. |
| ------------------------------ | ---------------- | ---------------- | ----- | ----- | ------ | -------- | -------- | -------- | ---------------- | ---------------- | ---------------- | ----------------------- | ----------------------- | ----------------------- | ----- | ----- | ------ |
| Udinese · Italia               | 1.ª              | 2007-08          | 10    | 0     | 0      | —        | —        | —        | 3                | 0                | 1                | —                       | —                       | —                       | 13    | 0     | 1      |
| Udinese · Italia               | 1.ª              | 2008-09          | 32    | 0     | 1      | —        | —        | —        | 1                | 0                | 0                | 10                      | 0                       | 1                       | 43    | 0     | 2      |
| Udinese · Italia               | 1.ª              | 2009-10          | 30    | 1     | 9      | —        | —        | —        | 3                | 0                | 0                | —                       | —                       | —                       | 33    | 1     | 9      |
| Udinese · Italia               | 1.ª              | 2010-11          | 34    | 2     | 7      | —        | —        | —        | 1                | 1                | 0                | —                       | —                       | —                       | 35    | 3     | 7      |
| Udinese · Italia               | 1.ª              | 2011-12          | 21    | 3     | 2      | —        | —        | —        | —                | —                | —                | 7                       | 0                       | 0                       | 28    | 3     | 2      |
| Udinese · Italia               | Total club       | Total club       | 127   | 6     | 19     | 0        | 0        | 0        | 8                | 1                | 1                | 17                      | 0                       | 1                       | 152   | 7     | 21     |
| Juventus · Italia              | 1.ª              | 2012-13          | 11    | 0     | 1      | —        | —        | —        | 4                | 0                | 0                | 5                       | 0                       | 2                       | 20    | 0     | 3      |
| Juventus · Italia              | 1.ª              | 2013-14          | 18    | 0     | 2      | —        | —        | —        | 1                | 0                | 0                | 8                       | 0                       | 0                       | 27    | 0     | 2      |
| Juventus · Italia              | 1.ª              | 2015             | 1     | 0     | 0      | —        | —        | —        | —                | —                | —                | —                       | —                       | —                       | 1     | 0     | 0      |
| Juventus · Italia              | Total club       | Total club       | 30    | 0     | 3      | 0        | 0        | 0        | 5                | 0                | 0                | 13                      | 0                       | 2                       | 48    | 0     | 5      |
| Queens Park Rangers Inglaterra | 1.ª              | 2014-15          | 26    | 0     | 2      | —        | —        | —        | 1                | 0                | 0                | —                       | —                       | —                       | 27    | 0     | 2      |
| Queens Park Rangers Inglaterra | Total club       | Total club       | 26    | 0     | 2      | 0        | 0        | 0        | 1                | 0                | 0                | 0                       | 0                       | 0                       | 27    | 0     | 2      |
| Olympique de Marsella Francia  | 1.ª              | 2015-16          | 23    | 2     | 1      | —        | —        | —        | 7                | 0                | 1                | 8                       | 0                       | 0                       | 38    | 2     | 2      |
| Olympique de Marsella Francia  | Total club       | Total club       | 23    | 2     | 1      | 0        | 0        | 0        | 7                | 0                | 1                | 8                       | 0                       | 0                       | 38    | 2     | 2      |
| Cagliari · Italia              | 1.ª              | 2016-17          | 34    | 1     | 7      | —        | —        | —        | 1                | 0                | 1                | —                       | —                       | —                       | 35    | 1     | 8      |
| Cagliari · Italia              | Total club       | Total club       | 34    | 1     | 7      | 0        | 0        | 0        | 1                | 0                | 1                | 0                       | 0                       | 0                       | 35    | 1     | 8      |
| Fenerbahçe Turquía             | 1.ª              | 2017-18          | 21    | 0     | 3      | —        | —        | —        | 4                | 0                | 0                | 4                       | 0                       | 0                       | 29    | 0     | 3      |
| Fenerbahçe Turquía             | 1.ª              | 2018-19          | 28    | 0     | 7      | —        | —        | —        | 1                | 0                | 0                | 8                       | 0                       | 0                       | 37    | 0     | 7      |
| Fenerbahçe Turquía             | 1.ª              | 2019-20          | 19    | 0     | 3      | —        | —        | —        | 6                | 0                | 0                | —                       | —                       | —                       | 25    | 0     | 3      |
| Fenerbahçe Turquía             | Total club       | Total club       | 68    | 0     | 13     | 0        | 0        | 0        | 11               | 0                | 0                | 12                      | 0                       | 0                       | 91    | 0     | 13     |
| Flamengo · Brasil              | 1.ª              | 2020             | 29    | 2     | 5      | —        | —        | —        | 2                | 0                | 0                | 3                       | 0                       | 0                       | 34    | 2     | 5      |
| Flamengo · Brasil              | 1.ª              | 2021             | 15    | 0     | 3      | 5        | 0        | 1        | 5                | 0                | 0                | 11                      | 0                       | 0                       | 36    | 0     | 4      |
| Flamengo · Brasil              | 1.ª              | 2022             | 6     | 1     | 0      | 4        | 0        | 1        | —                | —                | —                | 3                       | 1                       | 1                       | 13    | 2     | 2      |
| Flamengo · Brasil              | Total club       | Total club       | 50    | 3     | 8      | 9        | 0        | 2        | 7                | 0                | 0                | 17                      | 1                       | 1                       | 83    | 4     | 11     |
| Universidad Católica · Chile   | 1.ª              | 2022             | 12    | 0     | 4      | —        | —        | —        | 5                | 0                | 2                | 1                       | 0                       | 0                       | 18    | 0     | 6      |
| Universidad Católica · Chile   | 1.ª              | 2023             | 10    | 1     | 3      | —        | —        | —        | 1                | 0                | 0                | 1                       | 0                       | 0                       | 12    | 1     | 3      |
| Universidad Católica · Chile   | Total club       | Total club       | 22    | 1     | 7      | 0        | 0        | 0        | 6                | 0                | 2                | 2                       | 0                       | 0                       | 30    | 1     | 9      |
| Independiente Argentina        | 1.ª              | 2023             | —     | —     | —      | —        | —        | —        | 14               | 1                | 0                | —                       | —                       | —                       | 14    | 1     | 0      |
| Independiente Argentina        | 1.ª              | 2024             | 3     | 0     | 1      | —        | —        | —        | 15               | 1                | 2                | —                       | —                       | —                       | 18    | 1     | 3      |
| Independiente Argentina        | Total club       | Total club       | 3     | 0     | 1      | 0        | 0        | 0        | 29               | 2                | 2                | 0                       | 0                       | 0                       | 32    | 2     | 3      |
| Colo-Colo · Chile              | 1.ª              | 2024             | 10    | 0     | 1      | —        | —        | —        | 2                | 0                | 0                | 4                       | 0                       | 0                       | 16    | 0     | 1      |
| Colo-Colo · Chile              | 1.ª              | 2025             | 11    | 0     | 0      | —        | —        | —        | 4                | 0                | 0                | 6                       | 1                       | 0                       | 21    | 1     | 0      |
| Colo-Colo · Chile              | Total club       | Total club       | 21    | 0     | 1      | 0        | 0        | 0        | 6                | 0                | 0                | 10                      | 1                       | 0                       | 37    | 1     | 1      |
| Total en carrera               | Total en carrera | Total en carrera | 404   | 13    | 62     | 9        | 0        | 2        | 81               | 3                | 7                | 79                      | 2                       | 4                       | 573   | 18    | 75     |
| 1. 2. 3. 4.                    |                  |                  |       |       |        |          |          |          |                  |                  |                  |                         |                         |                         |       |       |        |

### Selecciones
| Selección        | Temporada     | Amistosos | Amistosos | Amistosos | Sudamérica | Sudamérica | Sudamérica | Mundial | Mundial | Mundial | Total | Total | Total  |
| Selección        | Temporada     | Part.     | Goles     | Asist.    | Part.      | Goles      | Asist.     | Part.   | Goles   | Asist.  | Part. | Goles | Asist. |
| ---------------- | ------------- | --------- | --------- | --------- | ---------- | ---------- | ---------- | ------- | ------- | ------- | ----- | ----- | ------ |
| Sub-20 · Chile   | 2007          | 2         | 0         | 0         | 7          | 1          | 1          | 7       | 2       | 1       | 16    | 3     | 2      |
| Sub-20 · Chile   | Total         | 2         | 0         | 0         | 7          | 1          | 1          | 7       | 2       | 1       | 16    | 3     | 2      |
| Absoluta · Chile | 2007          | 1         | 0         | 0         | —          | —          | —          | —       | —       | —       | 1     | 0     | 0      |
| Absoluta · Chile | 2008          | 2         | 0         | 0         | —          | —          | —          | —       | —       | —       | 2     | 0     | 0      |
| Absoluta · Chile | 2009          | 2         | 0         | 0         | 5          | 0          | 0          | —       | —       | —       | 7     | 0     | 0      |
| Absoluta · Chile | 2010          | 4         | 1         | 2         | —          | —          | —          | 4       | 0       | 0       | 8     | 1     | 2      |
| Absoluta · Chile | 2011          | 6         | 1         | 1         | 7          | 0          | 1          | —       | —       | —       | 13    | 1     | 2      |
| Absoluta · Chile | 2012          | —         | —         | —         | 3          | 0          | 1          | —       | —       | —       | 3     | 0     | 1      |
| Absoluta · Chile | 2013          | 4         | 0         | 1         | 6          | 0          | 0          | —       | —       | —       | 10    | 0     | 1      |
| Absoluta · Chile | 2014          | 9         | 0         | 3         | —          | —          | —          | 4       | 0       | 0       | 13    | 0     | 3      |
| Absoluta · Chile | 2015          | 4         | 0         | 1         | 10         | 1          | 1          | —       | —       | —       | 14    | 1     | 2      |
| Absoluta · Chile | 2016          | 1         | 0         | 0         | 13         | 0          | 2          | —       | —       | —       | 14    | 0     | 2      |
| Absoluta · Chile | 2017          | 3         | 1         | 0         | 6          | 0          | 0          | 5       | 0       | 0       | 14    | 1     | 0      |
| Absoluta · Chile | 2018          | 6         | 0         | 0         | —          | —          | —          | —       | —       | —       | 6     | 0     | 0      |
| Absoluta · Chile | 2019          | 5         | 0         | 1         | 5          | 0          | 1          | —       | —       | —       | 10    | 0     | 2      |
| Absoluta · Chile | 2020          | —         | —         | —         | 3          | 0          | 0          | —       | —       | —       | 3     | 0     | 0      |
| Absoluta · Chile | 2021          | —         | —         | —         | 14         | 1          | 1          | —       | —       | —       | 14    | 1     | 1      |
| Absoluta · Chile | 2022          | —         | —         | —         | 4          | 0          | 2          | —       | —       | —       | 4     | 0     | 2      |
| Absoluta · Chile | 2024          | 3         | 0         | 1         | 5          | 0          | 0          | —       | —       | —       | 8     | 0     | 1      |
| Absoluta · Chile | Total         | 50        | 3         | 10        | 81         | 2          | 9          | 13      | 0       | 0       | 144   | 5     | 19     |
| Total carrera    | Total carrera | 52        | 3         | 10        | 88         | 3          | 10         | 20      | 2       | 1       | 160   | 8     | 21     |
| 1. 2.            |               |           |           |           |            |            |            |         |         |         |       |       |        |

## Palmarés

### Títulos regionales
| Título             | Club          | Estado         | Año  |
| ------------------ | ------------- | -------------- | ---- |
| Campeonato Carioca | C.R. Flamengo | Río de Janeiro | 2021 |

### Títulos nacionales
| Título              | Club              | País   | Año     |
| ------------------- | ----------------- | ------ | ------- |
| Supercopa de Italia | Juventus de Turín | Italia | 2012    |
| Serie A             | Juventus de Turín | Italia | 2012-13 |
| Supercopa de Italia | Juventus de Turín | Italia | 2013    |
| Serie A             | Juventus de Turín | Italia | 2013-14 |
| Supercopa de Italia | Juventus de Turín | Italia | 2015    |
| Serie A             | Juventus de Turín | Italia | 2015-16 |
| Serie A             | C. R. Flamengo    | Brasil | 2020    |
| Supercopa de Brasil | C. R. Flamengo    | Brasil | 2021    |
| Copa de Brasil      | C. R. Flamengo    | Brasil | 2022    |
| Primera División    | Colo-Colo         | Chile  | 2024    |
| Supercopa de Chile  | Colo-Colo         | Chile  | 2024    |

### Títulos internacionales
| Título                       | Club (*)           | Sede           | Año  |
| ---------------------------- | ------------------ | -------------- | ---- |
| Copa América                 | Selección de Chile | Chile          | 2015 |
| Copa América Centenario      | Selección de Chile | Estados Unidos | 2016 |
| Copa Libertadores de América | C. R. Flamengo     | Guayaquil      | 2022 |

### Distinciones individuales
| Distinción                                                                                        | Año  |
| ------------------------------------------------------------------------------------------------- | ---- |
| Medalla Bicentenario                                                                              | 2010 |
| Incluido en el Once Ideal Americano de la cuarta semana de diciembre en Europa según Diario MARCA | 2014 |
| Elegido por el diario Marca entre los 200 mejores futbolistas del año 2014                        | 2014 |
| Incluido en el Once Ideal de la primera fecha de la Copa América 2015                             | 2015 |
| Incluido en el Once Ideal de los cuartos de final de la Copa América 2015                         | 2015 |
| Equipo ideal de la Copa América Centenario 2016                                                   | 2016 |
| Bola de Plata al mejor lateral derecho del Brasileirão                                            | 2020 |
| Equipo ideal de la Copa América 2021                                                              | 2021 |
| Incluido en el Once Ideal de futbolistas sudamericanos de 2021 según la IFFHS                     | 2021 |